# تبسة
تبسة (بالأمازيغية : ⵜⵉⴱⴰⵙⵜ) هي مدينة جزائرية عاصمة ولاية تبسة، أصبحت عاصمة الولاية سنة 1947 تبعد حوالي 700 كلم من الجزائر العاصمة، وترتفع ب 900م عن مستوى سطح البحر، ذكرها المؤرخ الكبير ديودور الصقلي الذي يرجح نشأتها إلى هرقل تحت أسم هيكتامبول أي المدينة ذات المائة باب وقد عرفت هذه التسمية في عهد الفينيقيين حيث كانت مركزا تجاريا نشطا في التجارة بينها وبين قرطاج، توجد بها قنصلية الجمهورية التونسية ومطار وطني.

## التسمية
يرجع أسم تبسة (ثارّت - ⵜⴰⵔⵜ) إلى الأصل البربري الأول الذي أطلق عليها سكانها الأصليون والذي يعتقد حسب الترجمة اللوبية القديمة بأنها تعني اللبؤة (أنثى الأسد) ولما دخلها الإغريق شبهوها بمدينة تيبس الفرعونية لكثرة خيراتها والمعروفة اليوم بطابة وبعد دخول الرومان سموها تيفست لسهولة نطقها ومع الفتح الإسلامي تم تعريبها فأصبحت تبسة بفتح التاء وكسر الباء وفتح السين.

## الموقع والجغرافيا
تقع بين خطي عرض30/32 شمالا وخط طول 5.54 بين جبال الدكان والقعقاع وبورمان وهم من سلسلة جبال الأوراس الأشم يحدها شمالا ولاية سوق أهراس ومن الشرق الجمهورية التونسية وجنوبا ولاية الوادي ومن الجنوب الغربي خنشلة ومن الشمال الغربي.ولاية أم البواقي وأهم القبـ.ـائل فيها هم النمامشة

## المناخ
المناخ: الموقع الجغرافي الذي تحتله ولاية تبسة بين التل والصحراء وارتفاعها 900م عن مستوى سطح البحر يجعلنا نميز ينو نوعان مناخيان هما:
- مناخ متوسطي ويسود الولاية من شهر سبتمبر إلى شهر ماي يتميز بتساقط الأمطار والبرودة كما تغطي الثلوج قمم الجبال خلال هذه الفترة.
- مناخ صحراوي يسود الولاية من شهر ماي إلى شهر أوت يتميز بالجفاف وهبوب رياح جنوبية حادة تعرف بالسيريكو.

## التاريخ

### فترة ما قبل التاريخ

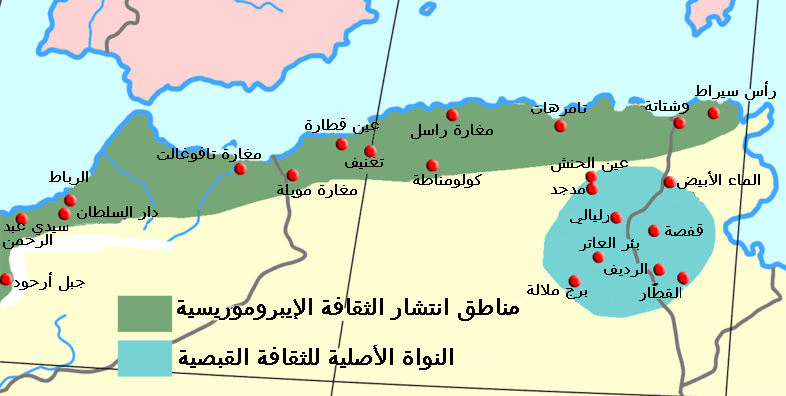
مناطق أنتشار الحضارة العاترية والحضارة القفصية

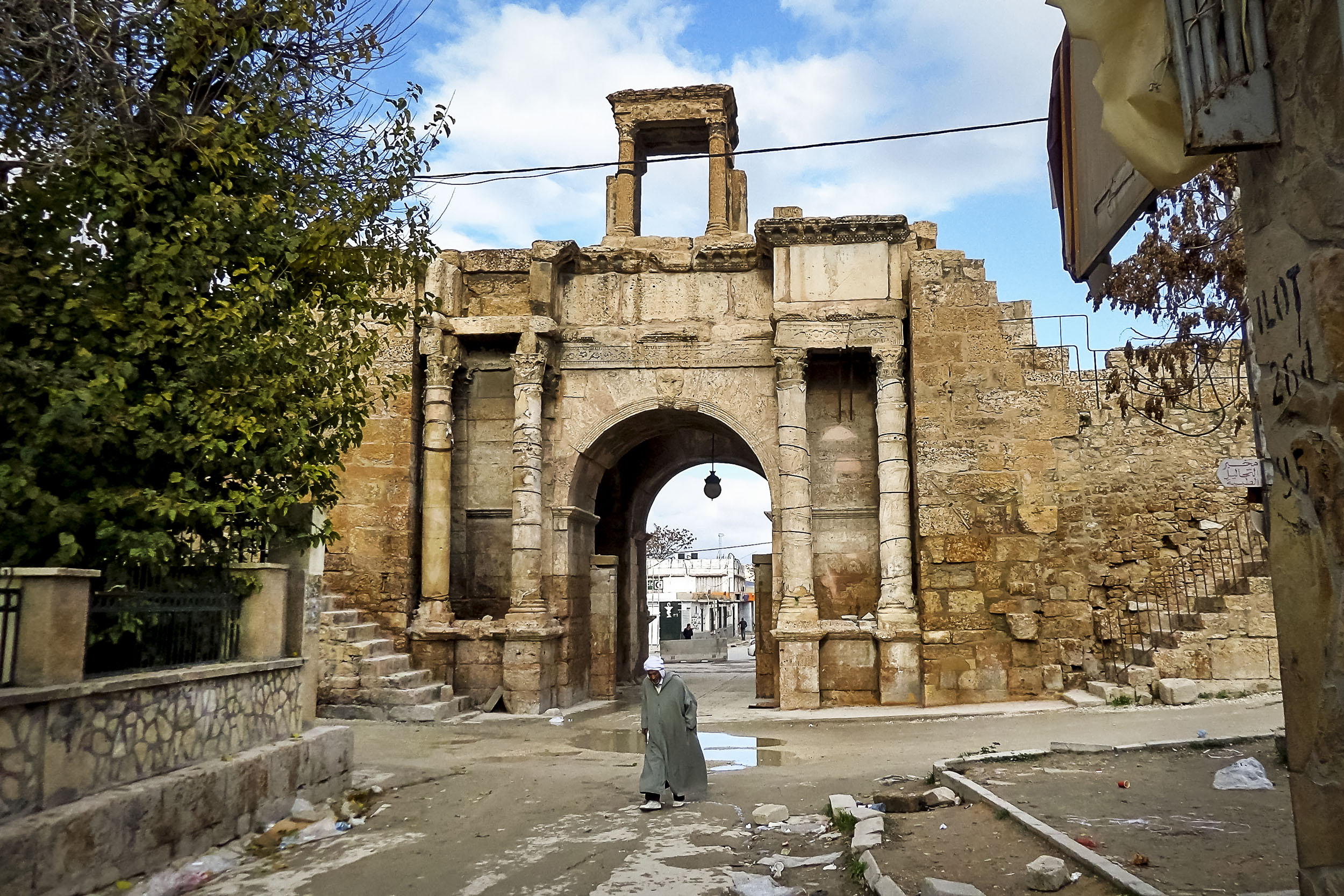
باب كاراكالا

شهدت منطقة تبسة منذ غابر العصور حضارات متعددة سجلت تاريخها بالمنطقة وتركت شــواهدها، كل هذا راجـــــع إلى ثلاثة عوامل مهمة جعلت الانسـان يستقر بـها: الموقع الاستراتيجي، وفرة المياه، الأرض الخصبة، ففي مرحلة عصر ما قبل التاريخ، عرفت المنطقة أستقرار الإنسان البدائــي بها ذلك أتضح من خلال ما تركه من أدوات حجرية وصوانية في عدد من جهات المنطقة كالصناعات الاشولية بـالماء الأبيض (ولاية تبسة) والصناعة العاترية والتي تعود إلى منطقة واد الجبانة بئر العاتر وأصطلح عليها أسم الحضارة العاترية نظرا لميزتها الخاصة وهي العنق المشـغول لتعــمم هذه التسمية فيما بعد على كامل التراب الوطني
هناك حضارات أخرى لفترة تلتها كالحضارة القفصية والتـي تعــود إلى منطـقـة قفصة التونسية وتمتـاز على وجه الخصوص بالنصال والنصيلات وتؤرخ لما بين الحضـارتين أي العـاترية من 3000 الــى 4000 قبل الميلاد، كما عرفت المنطقة مرحلة فجر التاريخ وهي المرحلة التي بدأ يعرف فيها الإنسان الأستقرار الأول في المغارات والكهوف وذلك ما دلت عليه الأبحاث الأثرية في منطقة 'قاستيل شمال مدينــة تبسة بالقرب من جبل الديـر ويصطلح عليها أسم الحواتيـة، عثر فيها على أدوات فخارية من أواني وقدور تحمل زخارف محليــة
في الفترة القديمة فان تأسيس المدينة القديمة تيفست (THEVEST) يعود إلى القرن الثالث قبل الميلاد كما ذكر ديودور الصقلي الذي عاش في زمن الإمبراطور أغسطس في القرن الأول ميلادي وذكر بان هذه المدينة من أقدم المدن في شمال أفريقيا.
المصادر المادية المتمثلة في الكتابات اللاتينية تدل على ان تأسيس مدينة تيفست يعود إلى القرن الأول ميلادي خلال حكم العائلة الفلافية في عهد الإمبراطور فيسيانوس من قبل الفرقة العسكرية الأغسطسية الثالثة بعد ماكانت في حيدرة بتونس كانت تيفست كذلك مقرا هاما لدائـرة المـالية والممتلكات خلال القرن الثاني والثالث للميلاد.
وقد عرفت المنطقة الديانة المسيحية في منتصف القرن الثالث ميلادي في تلك الفترة كان لهـا أسقف أسمه لوكيوس (LUCIUS) قنصل بقرطاج عام 256 م، وبقت تحت حكم الرومان حتى سنة 443 م أين قدم الوندال الذين كانوا من الجنس الآري وضد الكاثوليكية ولا يؤمنون بروح المسيح فهدموا كل ماله علاقة بالرومان
قام الوندال بالأستلاء على كل الممتلكات الهامة ووضعوا ضرائب على المواطنين وحصنوا المدينة باسوار وقد عثر الباحثون الاثريون جنوب مدينة تبسة على شواهد دلت على ذلك فقد عثروا على الواح (48 لوحة) بها عقود الملكية، البيع والشراء، الزواج والضرائب لكن لم يدم أستقرارهم طويلا إذ قدم البيزنطيون بقيادة الجنرال البيزنطي سولومون وقضى على الوندال سنة 534 م وقام بتأسيس قلعة بيزنطية أسوارها من حجارة المدينة الرومانية خلال حملته الأولى وحصنها بـ 14 برجا وكانت ذات مدخلين من الشمال قوس النصر كاراكالا ومن الشرق الباب الخاص بالجنرال سولومون، لكن لم يفتأ هذا الأخير حتى قضي عليه من قبل القبيلة المحلية (الموريين) عنــد أسوار المدينة في كمين نصب له عند نهاية القرن السادس للميلاد شهدت مدينة تبسة قدوم الفتح الإسلامي للمغرب وأصبحت تدعى تبسة بدل تيفست في سنة 1573 خضعت المنطقة للحكم العثماني بعد أستيلاء الحاكم التركي سنان باشا على تونس سنة 1842 المدينة تسقط تحت الاحتلال الفرنسي للجزائر إلى غاية سنة 1962.

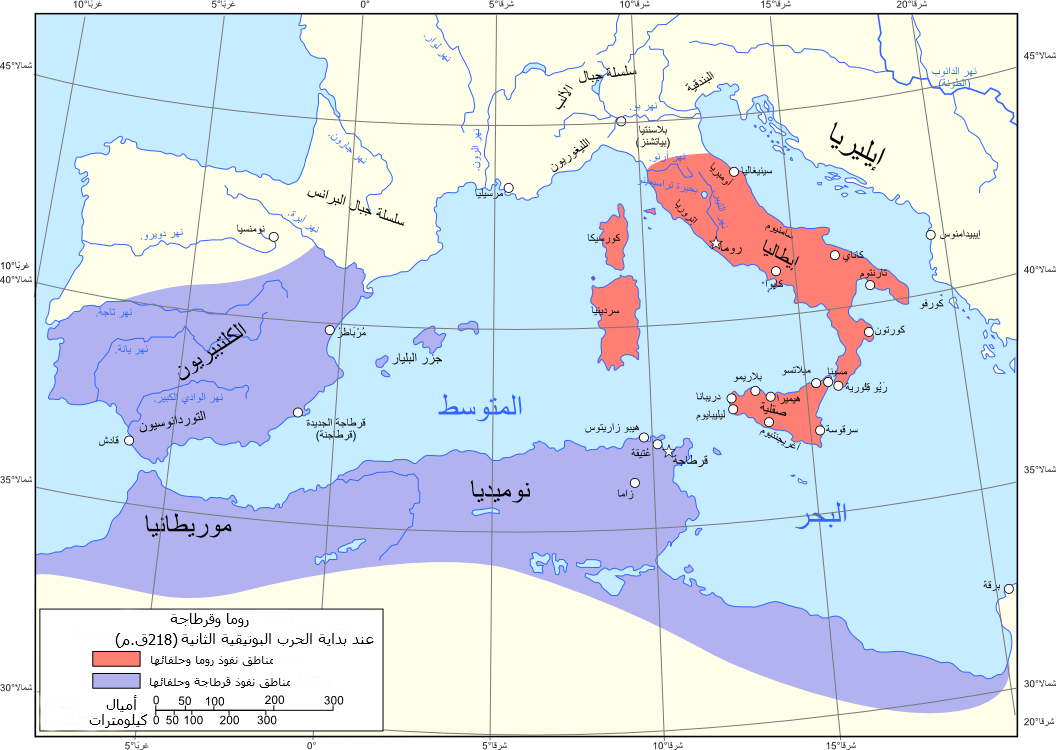
مناطق السيطرة الرومانية والقرطاجية عام 218 ق م

قوس النصر السور البيزنطي المدرج المسرحي معصرة برزقال تبســة العتيقــة الكنيسة الرومانية، القصر القديم المعبد الوثني الفوروم الأقواس الروماني أهم الموارد وأحد أهم المعالم الأثرية التي تعتبر تحفة معمارية رائعة وفريدة ومن أحسن ما شيد الرومان في مدينة تبسة تأسس هذا المعلم سنة 212/211 بعد الميلاد في حقبة الأزدهار الروماني، يضم هذا المعلم أربعة جهات كل جهة مهداة إلى أحد افراد العائلة الحاكمة عائلة (سبتيم سيفار)، أقيم قوس كاراكالا بطريقة فريدة على شكل مربع ويرفع فوقة قبة كما اكد ذلك علماء الأثار، أجريت عليه أكثر من عملية ترميم خلال الحقبة الأستعمارية، ما زال إلى اليوم يحافظ على طابعه المعماري رغم زوال ثلاثة أعمدة بسبب الحروب القديمة.

### عصر الوندالية
قد غمرت جزءا من نوميديا وأستعمرت كلية مناطق البروقنصلية، وهذا بعد دخول الجيوش الوندالية مضيق جبل طارق متخذين مسلك تازا للتوغل نحو أراضي شمال ومن تم، أستطاعت الجيوش أفريقيا بقيادة الملك الوندالي جيسيريك الووندالي من غزو كل المقاطعات، حيث لا تنجو تبسة من هذا الأحتلال، حيث عرفت أبشع الخراب والدمار وهجرة سكانها، تذكر بعض المصادر أكتشاف مجموعة من الوثائق
تعود للفترة الوندالية (النصف الثاني من القرن الخامس ميلادي) وهي عبارة عن عقود بيع مكتوبة باللغة اللاتينية في ألواح من الخشب.

### الفترة البيزنطية
أرسل الأمبراطور جوستينيانوس Justinien بجيش يقوده القائد بليسار (Bélisair) نحو مناطق شمال أفريقيا وهذا حتى يجعل حدا للغزو الوندالي من جهة وتأمين أراضيه من جهة أخرى، حيث شنت حرب ضد الملك الوندالي قليمار Gélimer مكونة من أسطول يتكون من 500 باخرة، 20.000 بحار و5000 فارس، 10.000 جندي
دامت الحرب مدة ستة أشهر انتهت لصالح بليسار الذي هزم ا لجيوش الوندالية كلية عام 534 م، بعد هذا الانتصار أخذ القائد سولومون Solomon زمام الأمور لإعادة النظام داخل هذه المناطق وتحسينها، حيث بدأ في ترميم وإعادة بناء كل ما دمره الوندال في مقاطعة نوميديا، حيث قام ببناء السور المعروف بالسور البيزنطي لتبسة وجعل كل النشاطات الحيوية التجارية منها والسكنية داخل هاته النواة، وقد أستعمل لبناء السور كل المواد الحجرية التي كانت مستعملة في المباني المجاورة، ما يفسر وجود حجارة متنوعة ومختلفة على جدران السور، كما عرفت فترة حكم سالومون أضطرابات وثورات عديدة ضد الموريين (Maures)، الأمر الذي صعب عليه مهمة جمع شمل القبائل أو الصلح فيما بينها إلى أن قتل في معركة بالقرب من تبسة عام 545 م.

### قوس النصر (كاراكالا)

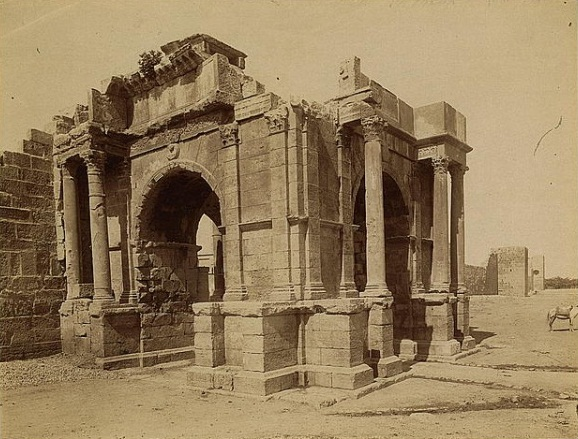
قوس النصر (كاراكالا)

أحد أهم المعالم الأثرية التي تعتبر تحفة معمارية رائعة وفريدة ومن احسن ما شيد الرومان في مدينة تبسة، والعالم الروماني ككل.شيد تحت اشراف القائد الحربي وهو من أصول تبسية آغريكيليانوس بأضافة إلى الفيالق 13-9-20 التي اهتمت ببناء هذا المعلم كما أكد هذا الباحث التاريخي أستيفن جيزيل تأسس هذا المعلم سنة 212/211 بعد الميلاد في حقبة الازدهار الروماني. يضم هذا المعلم أربعة جهات كل جهة مهداة إلى أحد أفراد العائلة الحاكمة عائلة (سبتيم سيفار)، وكذلك كانت هناك ثماثيل عند كل زاوية من سطح القوس أقيم قوس كاراكالا بطريقة فريدة على شكل مربع ويرفع فوقة قبة كما اكد ذلك علماء الآثارأجريت عليه أكثر من عملية ترميم خلال الحقبة الاستعمارية، ما زال إلى اليوم يحافظ على طابعه المعماري رغم زوال ثلاثة أعمدة بسبب الحروب القديمة.

### السور البيزنطي
أحد أروع وأضخم البنايات الأثرية الموجودة بالمدينة، شيد هذا المعلم الاثري سنة 535 ميلادي على يد البطريق سولومون لحماية المدينة وبسط سلطان البيزنطيين في المنطقة وضرب الأعداء، حسب المؤرخين كانت أغلب أجزاء هذا المعلم منهارة وقام الفرنسيون بترميمها خلال الحقبة الأستعمارية كما أستعملوا، جزءا كبيرا منه كثكنة عسكرية، يتميز هذا المعلم بثلاثة أبواب أصلية وهي باب كاراكالا، باب سولومون وباب شهلة، ثم أضاف الفرنسيون ثلاثة أبواب صغيرة أخرى.
تعرض خلال سنوات 1970-60 إلى تهديم باب شهلة وباب قسنطينة، ثم خضع لعملية ترميم وتنظيف بمادة الرمل مرة خلال سنوات 1980، أقيمت عليه عدة دراسات من طرف علماء الأثار.

### المدرج المسرحي
هو من البنايات الأولى التي شيدها الرومان بالمنطقة، فقد تم بناؤه في عهد القنصل الخامس الإمبراطور فسباسيانوس سنة 75 ميلادي، أستعمل هذا المدرج كملعب أو مسرح وأحيانا لألعاب المصارعة بين الفرسان وأسرى الحروب أو مع الحيوانات المفترسة، حسب العالم سيري دوروش فقد تم أكتشاف شكله الدائري أثناء عمليات الحفر والذي يقدر قطره ب 65-50 مترا.
يعتبر المدرج المسرحي حديث الأكتشاف سنة 1859 حسب السيد هول مكتشف هذه الرائعة المستديرة، لهذا المدرج أربعة مداخل وحجرات للفرسان والعبيد والحيوانات المفترسة، يعد المدرج المسرحي مصنفا وطنيا ويعتبر أحد المتاحف على الهواء الطلق، موقعه مسيج لكنه يتعرض يوميا لرمي (الأوساخ) بسبب جواره للسوق كما انه مغمور بالتربة ويتطلب دراسة شاملة لابرازه وتهيئته.

### معصرة برزقال
تقع معصرة برزقال على الطريق الرابطة بين تبسة وبئر العاتر على بعد35 كلم جنوب تبسة وهي مصنفة وطنيا، تأسست بين 117-98 ميلادي وكانت تستغل في عصر الزيتون. أكتشف الفرنسيون هذا المعلم وتشير المراجع إلى أن هذه المعصرة كانت تضم طوابق وتغطي أكثر من 2000 متر مربع، وهي مقسمة إلى أربعة أقسام رئيسية بجدارين متوازيين وتوجد بها سبعة أبواب في كل واجهة وتضم كل جهة عدة معاصر،
يعطي هذا المعلم صورة واضحة عن الحياة الأقتصادية والفلاحية بالمنطقة في عهد الرومان وتصنف الثانية بعد معصرة الناظور بتيبازة، تعرضت أكثر من مرة إلى النهب والحفر العشوائي وهي اليوم في حالة هميش قصوى بعدما كانت سابقا محجة للزوار ومعلما سياحيا هاما.

## تبسة العتيقة (الخالية)

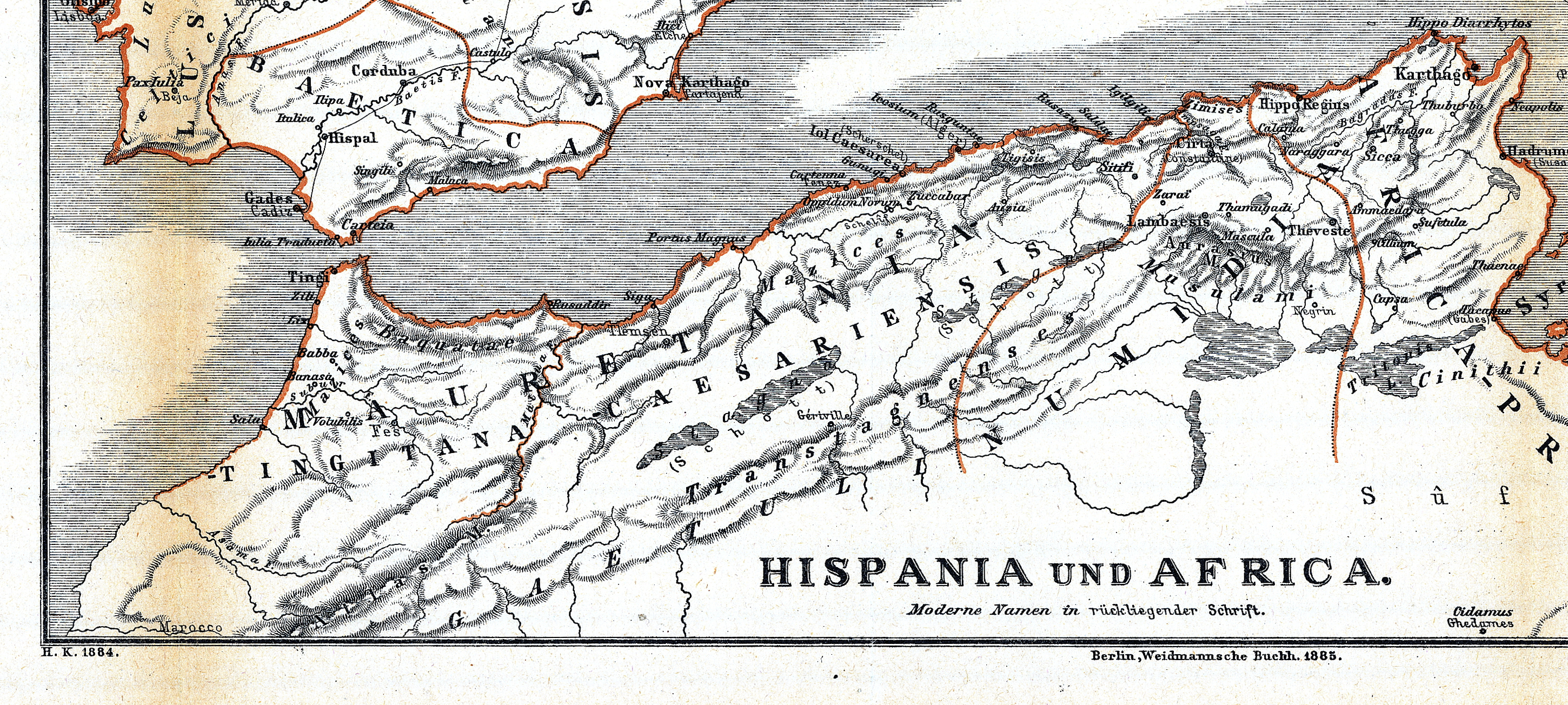
خريطة نوميديا، تظهر تيفيست (تبسة).

### نبذة تاريخية
بناءات متداخلة وجميلة في آن واحد وهي عبارة عن بانوراما رائعة، توجد على الطريق المؤدية إلى الدكان عبر الجرف وكانت تسمى بطريق القنطاس على بعد 04 كلم من السور البيزنطي جنوبا، ذكر المؤرخ (جيرول) ان المستعمر الفرنسي أستعمل حجارتها في بناء الثكنة القديمة وسط المدينة، تأسست في العهد الروماني وهي مجهولة لدى الكثير وتعرف باسم تبســة الخاليــة
- الوصـــــف: ذكرها المؤرخ (سيري دوروش) بأنها بانوراما رائعة محاطة بسور الها معبدا دائريا مرتكز على 16 عمودا وهي محاطة من ثلاث جهات بممرات غير مكشوفة كانت توجد بها موميات وتماثيل، كما تضم الجهة الشرقية سابقا مربعا تتوسطه دائرة تمثل مخرجا للفريق المقدسة وبها أسطبلات وقنوات لايصال المياه محمولة على أقواس وبها معصرة للزيتون تقع بالجهة الجنوب شرقية، هذا المعلم يعيش حاليا العزلة والتهميش رغم كونه من أعظم المناطق في المستعمرة الرومانية في شمال أفريقيا.

### الكنيـــسة الرومــــانية
هي أحد المعالم التاريخية النادرة في العالم باسره، والتي بقيت محافظة على طابعها المعماري الأصلي، تعرف العالم ستيفن قزيل عن حقيقة هذا المعلم سنة 1901 فنسب بناؤه إلى العصر الأخير للحضارة رومانية أين عرفت الديانة المسيحية النصر والأزدهار في تلك الحقبة وفي سنة 1944 عثر على قبوة وهي عبارة عن مصلى تحت الأرض أستغل في نشر المسيحية ثم أقيمت فوقها هذه الكنيسة،
يعود شرف تسمية هذه الكنيسة إلى القديسة كريسبين آنذاك.
- الوصـــــف: الكنيسة الرومانية مقسمة إلى قسمين أحدهما عبارة عن حديقة مقسمة إلى أربعة أقسام على شكل صليب والقسم الآخر يضم الكنيسة الميناء، لها مدخل واحد على شكل قوس ويقطعها ممر طوله 52 م مبلط بحجارة صلبة على يمينه يوجد مدخل الكنيسة من جهة المدرج ثم الرواق والمكان المربع لذي لم يبقى منه الا حافته السفلية ومن خلالها يشدك النظر إلى الصحن، روعة التصميم في هذا المعلم تتمثل في القاعة الكبيرة المقسمة بأعمدة دائرية تحمل أقواسا وأخرى مربعة وجميع قاعاتها مبلطة بالفسيفساء، يجاور هذه الكنيسة قاعات لتعليم الدين وأسطبلات للخيول ومرقد، هذه الكنيسة هي أكبر الكنائس الرومانية وهمزة وصل بين شمال أفريقيا وأوروبا.

## تاريخ المدينة

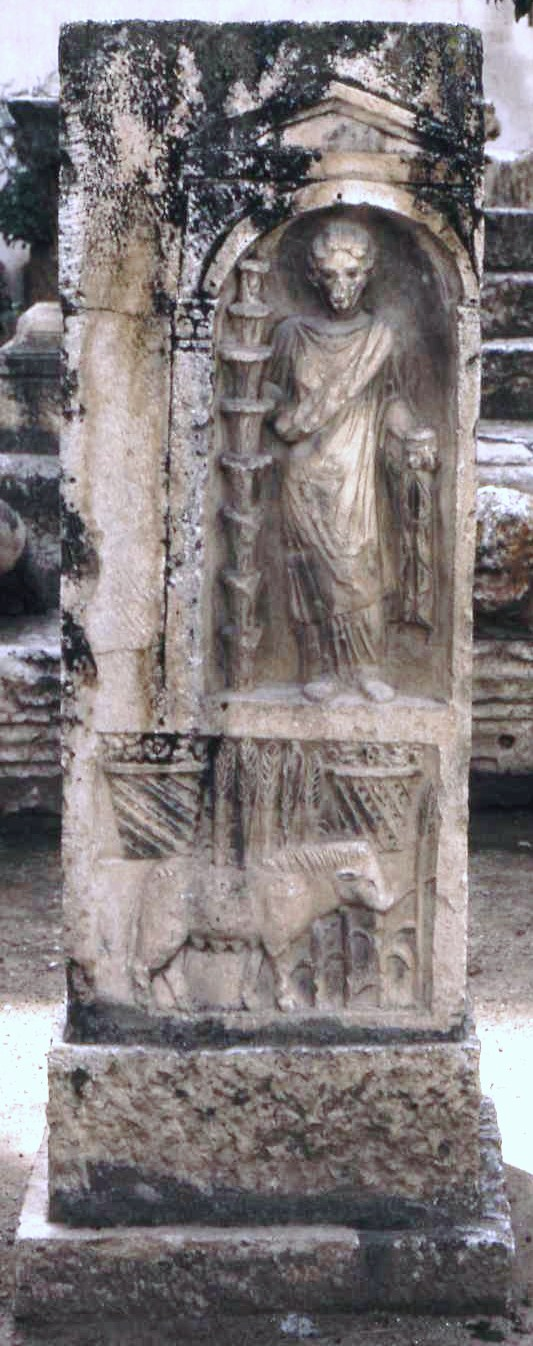
تبسة
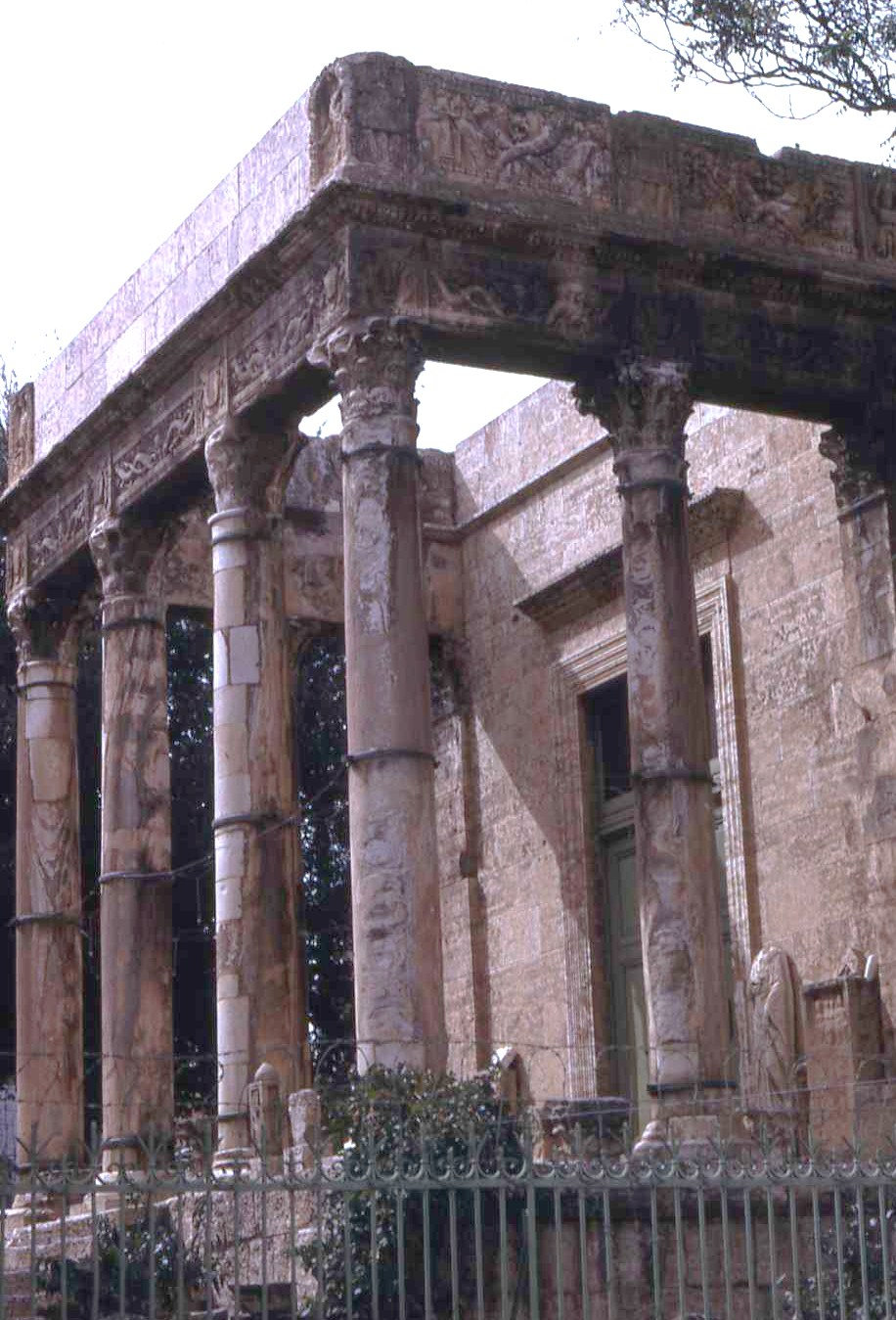
تبسة
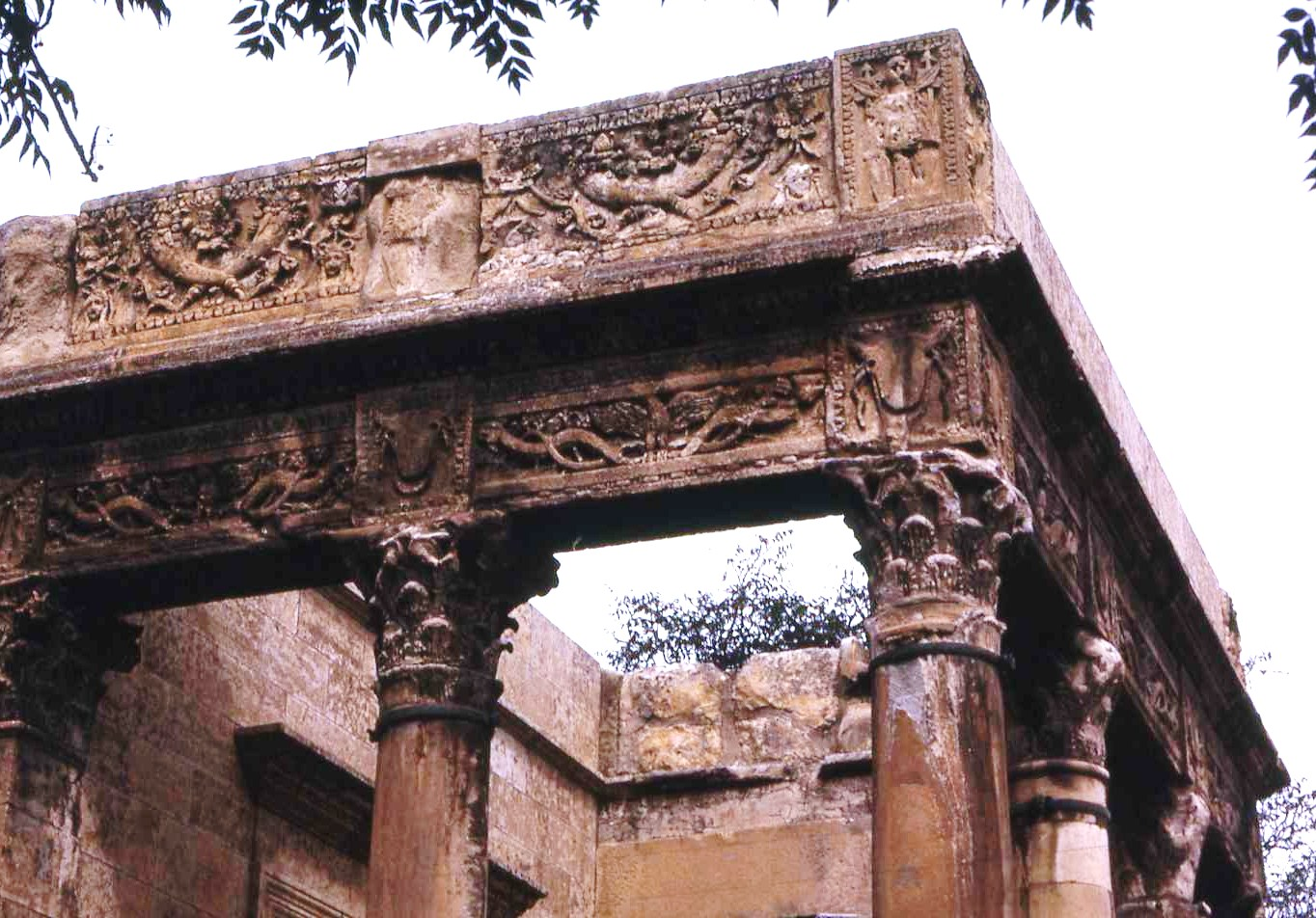
تبسة
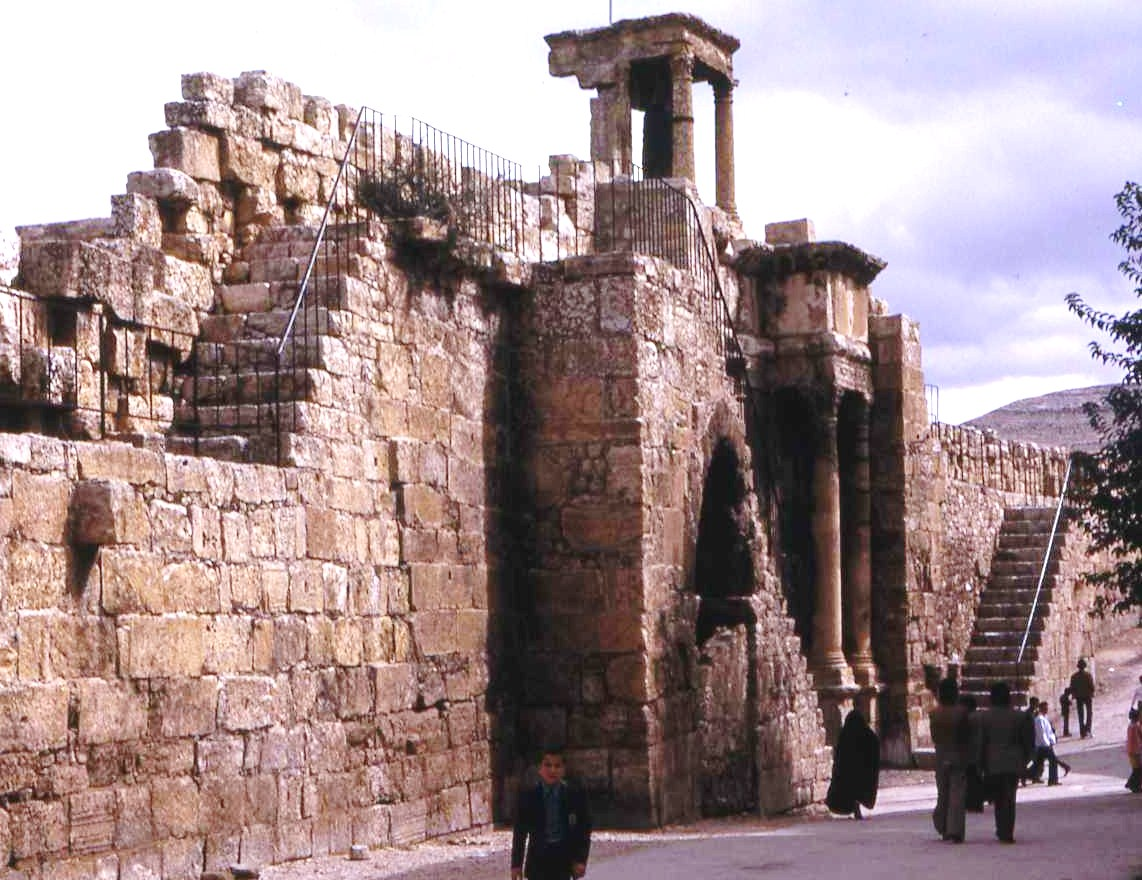
تبسة

عرفت مدينة تبسة الحياة ووجود الإنسان عليها منذ حوالي كما تدعي اليونيسكو منذ حقبة أنسان مشتى الغربي أي حوالي 27000 إلى 12000 سنة قبل الميلاد وذلك فيما يعرف عند المؤرخين بالحضارة العاترية وقد أطل عليها فجر التاريخ بقدوم الفينقيين ليحتلوها ويضموها إلى ممكلة قرطاج وذلك منذ 250 ق م إلى أن وقعت تحت حكم الرومان بعد تغلبهم على القرطاجين سنة 200 ق م، وأصبحت مقاطعة رومانية ونقطة عبور هامة للتجار من الجنوب إلى الشمال، عرفت تبسة أوج أزدهارها في عهد الحكم الروماني حيث بنية معظم الآثار الرومانية الموجودة الإن بين 69/472 م إلى أن سقط الحكم الروماني على يد الوندال الذين عاثوا فيها فسادا وهدموا الكثير مما بناه الرومان، بقى الوندال مدة إلى أن أسترجعها الرومان مرة أخرى فرمموا ما أفسده الوندال وأضافوا العديد من المرافق وهذا بفصل القائد سولومون بلغ عدد سكانها في تلك الحقبة مئة ألف ساكن، ظلت تبسة تحت الحكم الروماني إلى أن أطلت عليها جيوش الفاتحين سنة 648 م/27 ه، حيث أنتصر المسلمون على الرومان وأقاموا اتفاقية صلح مع البربر بقيادة الكاهنة (السكان الأصليون لتبسة) لكنهم البربر نقضوا الاتفاقية وغدروا بالمسلمين وقتلوا الصحابي الجليل عقبة بن نافع وثلاث مئة من صحبه الكرام ويقال أن المسلمون أهانوا كسيلة مما أوقد عنده حميته الجاهلية والغريب في الأمر أن ضريح الصحابي متواجد في مدينة بسكرة، عاود المسلمون فتحها بعد أن أعدوا العدة ونظموا الصفوف بقيادة حسان بن النعمان الغساني سنة 78 ه /698 م وفي مسكيانة خسر هو أيضا الحرب مع الكاهنة وخرج منها، ثم عاد، لتدخل تبسة بين مد وجزر إلى سنة 82 ه/701 م ليتم فتح تبسة نهائيا ويتمكن المسلمون من قتل الكاهنة إسمها داهية بنت لاهية قرب بئر في الطريق إلى بلدية بئر العاتر وأسر أبنائها التسعة لتبقى تبسة مدينة إسلامية، أتخذت الكاهنة هضبة ثازبنت كمقر لجيشها قرب مدينة تبسة، تدربه فيها وتستعد للقتال، وما زالت حتي الآن صومعة الكاهنة كما يسميها الشعب قائمة بدوار ثازبنت، وهي عبارة عن برج معسكر بني بحجارة ضخمة يشير إلي أن هذا هو مقر الكاهنة الرئيسي، ومن الغريب أن هذه المنطقة نفسها هي التي اتخذها تاكفاريناس ويوغورطا معقلا لجيوشهما، ومن غير شك فإن الكاهنة كانت تراقب من مرتفعات الهضبة المطلة علي سهل تبسة تحركات الجيش العربي، وتتابع تقدمه، وأنها اختارت هي موقع المعركة سنة 75 هـ 693 م، يبدو أن القائدة البربرية عندما شاهدت جيش حسان يطل من بكارية آتيا من الحدود التونسية الجزائرية الحالية، ويتقدم نحو الغرب مخترقا سهل تبسة ومتجها نحو منطقة حلوفة، نزلت من هضبة ثازبنت، وتوجهت إلي المنطقة المسماة مسكيانة (أسمها بالبربرية: ميس الكاهنة، أي أبن الكاهنة)، فقد قتل بالمكان أبن الكاهنة فسمي بأسمه، وما زالت هذه القرية تحمل نفس الأسم، أنتشرت الكاهنة بجيشها في التلال المحيطة بهذه المنطقة، وفاجأت الجيش الإسلامي، فانطلقت من التلال، ويبدو أن الجيش العربي فوجئ بالهجوم الذي كان يشبه كمينا كبيرا، ودارت معركة شرسة، تمكنت الكاهنة من هزم الجيش العربي، وأسر ثمانين من قادته جلهم من التابعين، وعندما شعر حسان بأن المعركة حسمت، أنسحب بما تبقي له من قوات، وطاردته الكاهنة حتي مدينة قابس، وأنسحب حسان بقواته إلي طرابلس وبقي ينتظر المدد، وبني بهذه المدينة معسكرا لجيشه سمي منازل حسان، أما القيروان فقد بقيت بأيدي المسلمين ولم تلحق الكاهنة بهم أي أذي بل وأمّنتهم، عادت الكاهنة إلي موقعها في جبال الأوراس النمامشة، ويبدو أن هضبة ثازبنت أستمرت كمقر لقيادتها، أجتمعت بالأسري الثمانين، حاورتهم وسألتهم عن دينهم فاكتشفت أنهم لم يأتوا مستعمرين وإنما حاملين لرسالة، كما أكتشفت أن لغتهم ليست غريبة عن لغة قومها غرابة لغة الرومان، بل هي أخت لها، ومن غير شك فإنها تمكنت من التحدث مع بعضهم القادمين من اليمن بدون ترجمان، سألتهم عن عاداتهم وتقاليدهم فوجدت توافقا غريبا بينها وبين عادات وتقاليد قومها، فحدث زلزال في نفسها، كانت نتيجته أن أطلقت سراح الأسري، واحتفظت بأذكاهم وأوسعهم ثقافة وحفظا للقرآن وتفقها في الدين وهو خالد بن يزيد العبسي، وكلفته بتعليم ولديها العربية والقرآن، بل وعمدت إلي تبنيها لخالد وفقا لشعائر دينها، ولنستعرض ما كتبه المالكي حول هذا التبني: عمدت إلي دقيق الشعير فلثته بزيت، وجعلته علي ثديها، ودعت ولديها وقالت: كلا معه علي ثديي من هذا ففعلا، فقالت: صرتم إخوة.
بدأ الحكم الإسلامي بالخلافة الأموية ثم العباسية إلى أن عين هارون الرشيد (إبراهيم بن الأغلب) حاكم على بلاد إفريقية (تونس) لتخضع بعد ذلك إلى حكم المماليك بداية بدولة بني زيري ثم الرستمية ثم الصنهاجية لتقع تحت حكم الدولة الفاطمية الشيعية من سنة 398 ه/إلى/442 ه لتنتقل بعد ذلك إلى حكم الحماديين ثم المرابطين ثم الموحدين ثم الحفصيين إلى حين قدوم الأتراك العثمانيين سنة 1572 م.
بقيت تحت الحكم العثماني إلى دخول المستدمر الفرنسي.

### الفتوحات الإسلامية

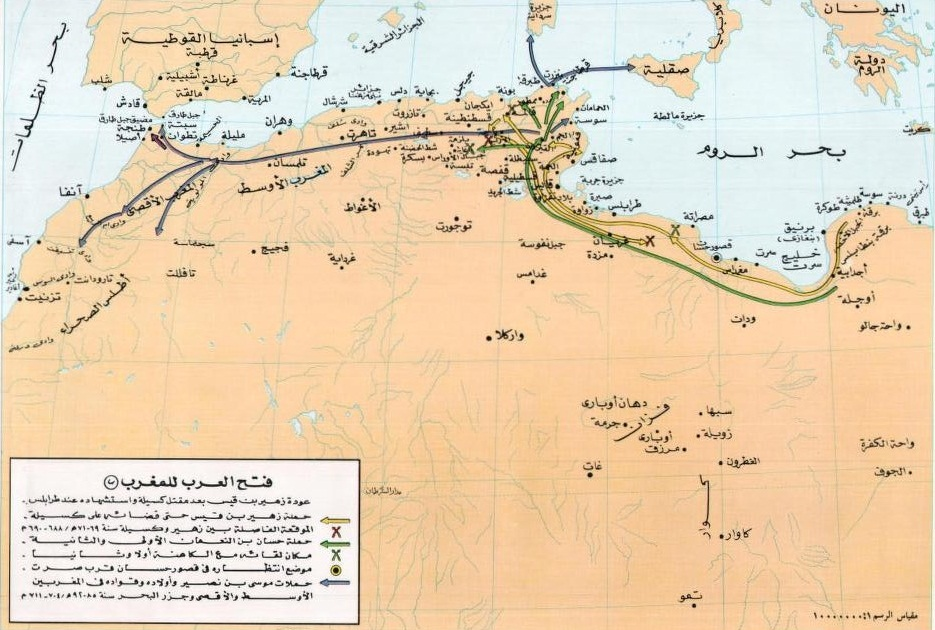
خارطة تُبيِّنُ المراحل الأخيرة من فتح المغرب في ولاية مُوسى بن نُصير.

إن تاريخ شمال أفريقيا يبقى غامضا في بعض الفترات خاصة ابتداءا من النصف الثاني للقرن السادس. كانت بداية الفتوحات نحو مناطق شمال إفريقيا في بداية عام 665 م التي قادها عقبة بن نافع بعد توليه إمارة مقاطعة أفريقيا، وتذكر لنا المصادر أن الفاتحين العرب لما وصلوا إلى تبسة عام 682 م لم يجدوا أي صمود بما أن المنطقة كانت مهجورة تقريبا، في بداية القرن العاشر أصبحت تبسة تحت سيطرة الفاطميين، وفي النصف الثاني من نفس القرن عرفت الجهة الشمالية للمنطقة اضطرابات وثورات بين الأهالي (النمامشة والنكارين)، مع نهاية القرن العاشر حتى منتصف القرن الثاني عشر، أصبحت تبسة تابعة لولاية الزيريين. في منتصف القرن الثاني عشر قام ملك الموحدين عبد المؤمن بمطاردة [[بنو
هلال]] بعدما دخلوا المنطقة واحتكوا بسكانها إلى أن أصبحت المنطقة تابعة لإمارته، في القرن الثلث عشر استولى ابن رانيا المرابطي على مدينة تبسة، لكن سرعان ما تدخل الموحدون تحت قيادة الناصر وألقى هزيمة لابن رانيا في معركة جرت بالقرب من تبسة وأصبحت تبسة تحت سيطرة الموحدين مرة أخرى، وأثر سقوط الموحدين، أصبحت تبسة تابعة للإمارة الحفصية والتي دامت 300 سنة، كان دخول العثمانيين إلى تبسة بطلب من بايات قسنطينة وذلك لجعل حد للصراع القائم
بين قبيلة الحنانشة والنمامشة، على اثر ذلك كونوا مركزا للجيش الانكشاري، هذا الأخير تأقلم مع سكان المنطقة وكونوا ما يعرف كو روغليإن تاريخ شمال إفريقيا يبقى غامضا في بعض الفترات خاصة ابتداءا من النصف الثاني، في 9 سبتمبر 1851م دخلت القوات الفرنسية تبسة أي 21 سنة بعد أحتلال الجزائر العاصمة، تزخر اليوم مدينة تبسة بمعالم أثرية ما زالت قائمة ومحفوظة ليومنا هذا، منها قوس النصر
كاراكالا، المعبد المسمى بمعبد مينارف، البازيليكا المسيحية، المسرح والسور البيزنطي، إلى جانب مواقع أثرية التي لم تحظ بالقسط الكافي من الدراسات والأبحاث نذكر منها، موقع تبسة الخالية الواقعة على بعد 2 كلم في الجنوب الغربي من تبسة، هذا إضافة إلى معالم أخرى تذكرها المصادر ولا يحدد مكانها كالساحة العامة، أو أخرى اندثرت من أجل
سياسة العمران المتواصلة، كالحمامات الكبيرة بحي الخيالة والحمامات الصغيرة الواقعة خارج باب قسنطينة على بعد 200 م.

### الاستعمار الفرنسي
دخول المستدمر الفرنسي سنة 1842 وقد شارك سكان تبسة في المقاومة من بداية الأحتلال (ثورة الرحمانية) نسبة إلى القائد محمد الشريف الرحماني سنة 1871/ 1872 فيما يعرف بتمرد الأوراس، سنة 1913 شهدت بوادر الحركة الإصلاحية التنويرية مع تأسيس أول مدرسة حرة بالجزائر سنة 1913 وبروز الكثير من المفكرين والعلماء المصلحين من أبرزهم الشيخ العربي التبسي 1891/1957 ومالك بن نبي 1905/1973، مشاركتها الفعالة في الثورة التحريرية أبرز ما قدمت تبسة في الثورة التحريرية معركة الجرف الكبرى وهي أكبر معركة في الثورة وواصلت مشوار الكفاح لتحرير الجزائر حيث كانت تنتمي إلى القاعدة الشرقية إلى أن أخذت الجزائر أستقلالها سنة 1962، أنجبت الكثير من الأفذاذ مالك بن نبي والشيخ العربي التبسي، الطاهر حراث، شريط لزهر، محمد الشبوكي ، عباد الزين ...الخ

### قالوا عن تبسة

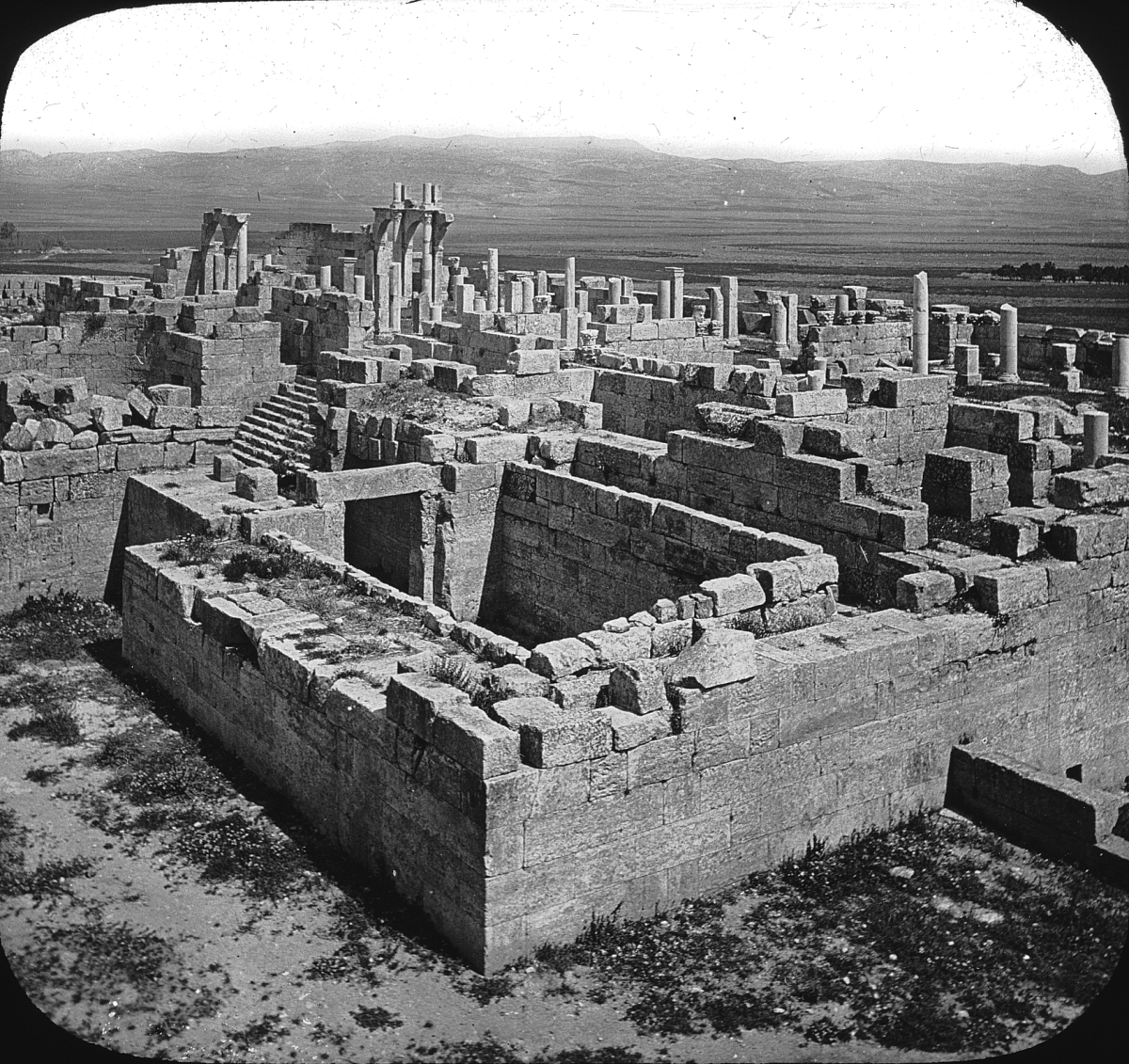
تيفست
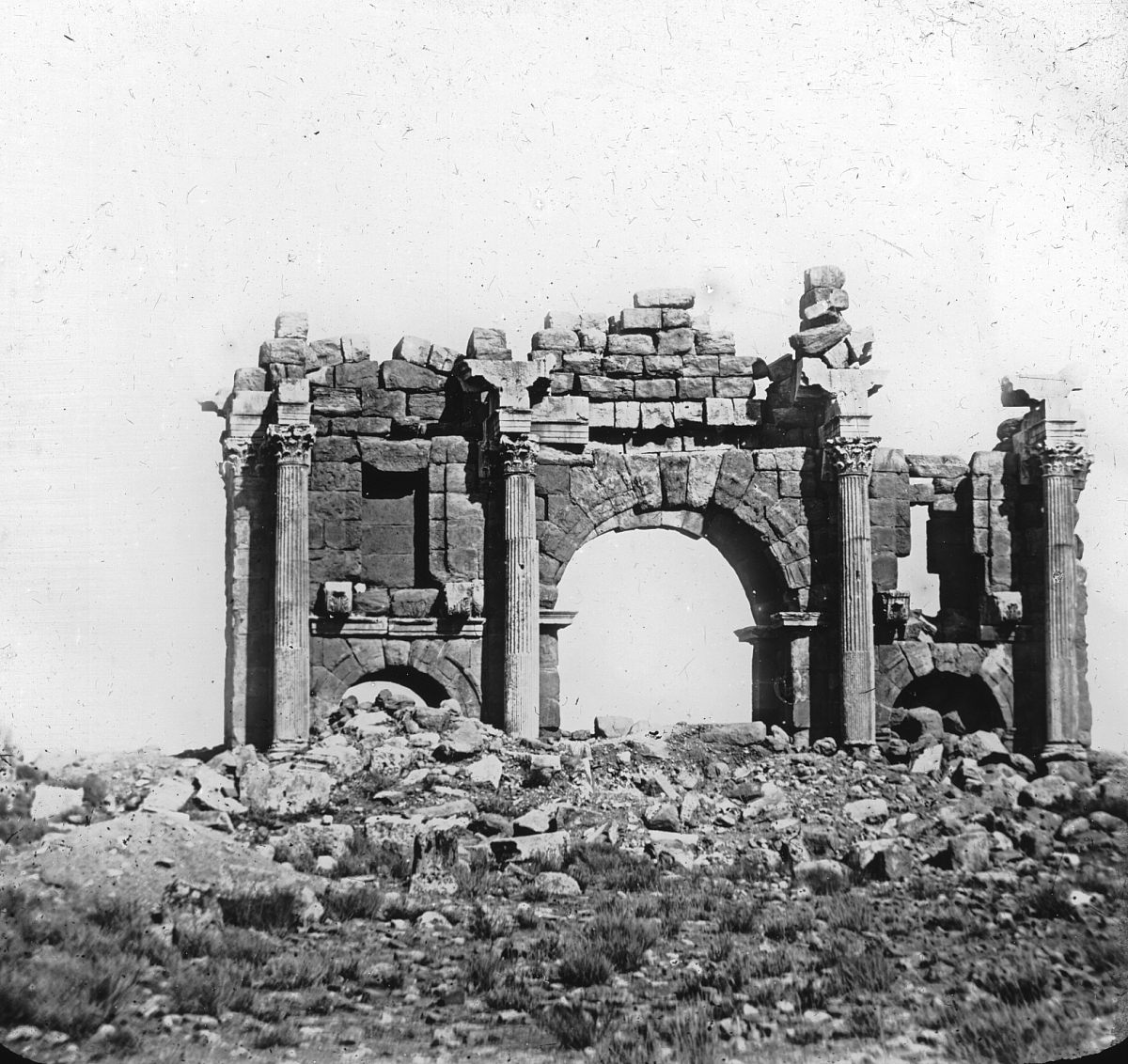
تيفست
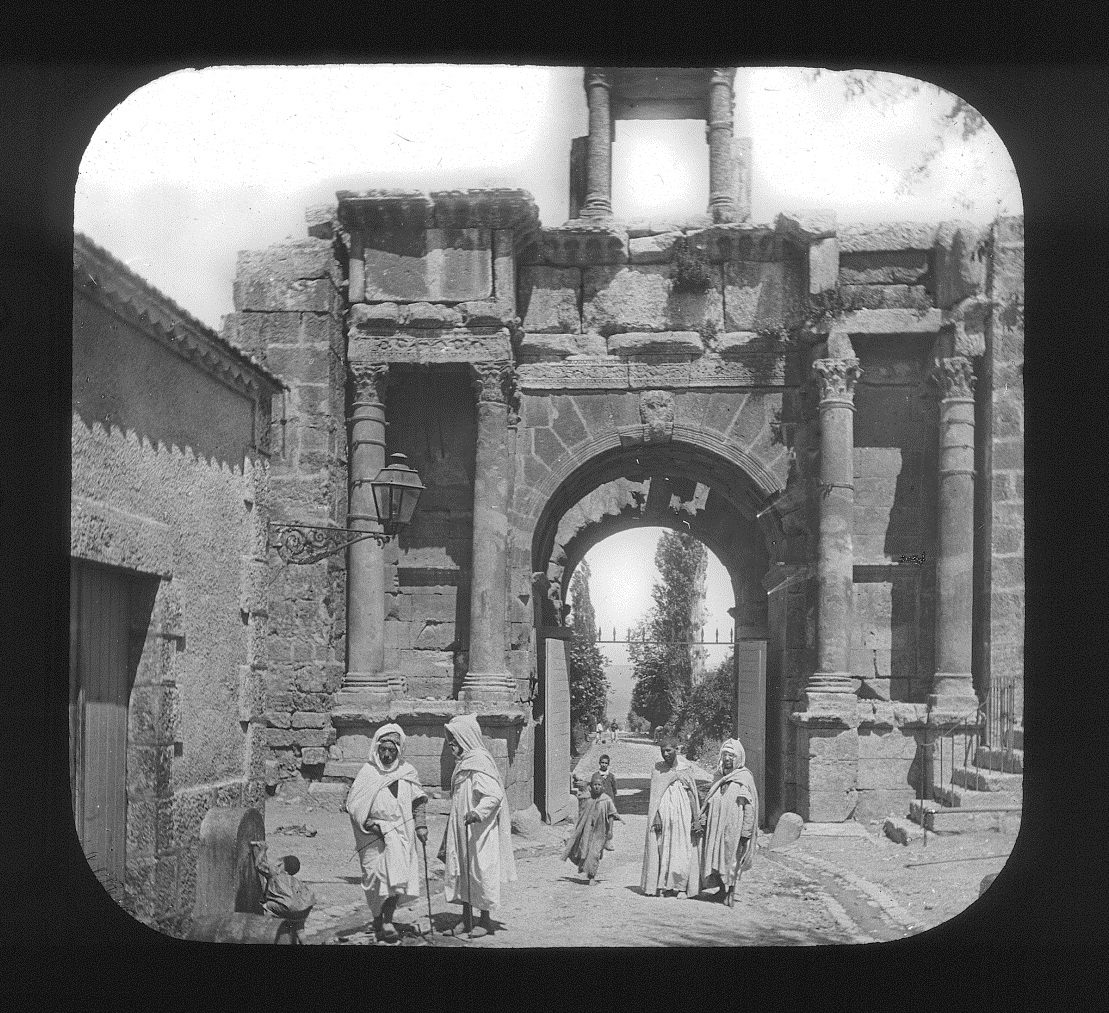
تبسة
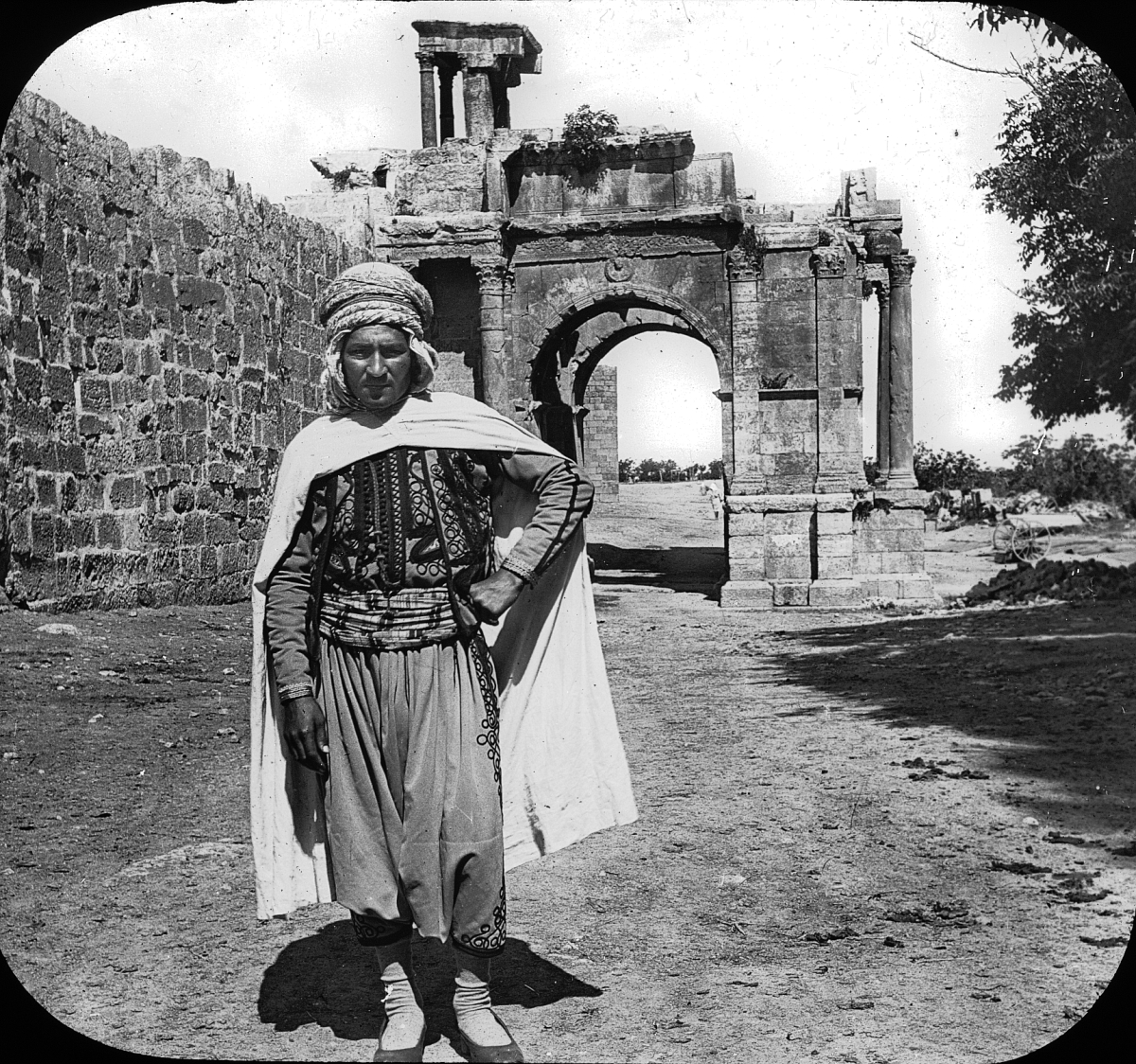
تبسة

وصفها أحد المؤرخين فقال: هي مدينة قديمة أزلية فيها آثار كثيرة عجيبة، فيها دار المسرح وقد تهدم أكثره أغرب ما يكون من البناء وفيها هيكل يظن الرائي أنه كلما رفع يده عنه ما يكاد يعرف الفرق بين أحجاره لو غرست إبرة بين حجرين من أحجارها ما وجدت منفذا وفي داخله أقباء معودة بعضها فوق بعض وبيوت تحت الأرض وأزاج كثيرة ولها منظر هائل تشهد على عظمة الحضارة الرومانية وإنما المسكون منها اليوم هو قصرها فقد أصبح متحفا وعليه سور من حجر جليل متقن كأنما فرغ منه بالأمس باختصار هو حصن عظيم.
في القرن الحادي عشر كتب البكري قائلا : " مدينة تبسة تتكاثف بها الأشجار والفواكه
خاصة الجوز المتميز بلذته وجودته ."
كما أكد ليون الإفريقي من خلال وصفه للمدينة خلال القرن السادس عشر قائلا :" عندما نصل على بعد 4 أو 5 أميال من مدينة تبسة، وكأنها في وسط غابي تغمرها الحشائش والأشجار"
كما يضيف أحد العسكريين الفرنسيين من خلال وصفه للمدينة في القرن التاسع عشر، أنها محاطة من الجهات الثلاث بحدائق رائعة الجمال (أشجار مثمرة وفواكه من كل الأنواع) تتوفر فيها أشجار تغمر كل الجبال المجاورة.

### مرحلة الاستقلال
عرفت مدينة تبسة توسعا عمرانيا كبيرا خلال فترة الأستقلال مع نمو أقتصادي وأجتماعي كبير، حيث تمت ترقيتها إلى مقر ولاية سنة 1947، حققت إنجازات هائلة في ظرف وجيز والعديد من المنشآت الصحية والتربوية، وكذا إنجاز بنية تحتية هامة في جميع القطاعات، وأحتضانها للعديد من التظاهرات الثقافية والرياضية على المستوى الجهوي والوطني، علما أن المدينة تدرس مشاريع كبرى أخرى لإنجازها مثل مركب سياحي ضخم، ترامواي تبسة، تلفريك، ملعب كرة قدم جديد، مركز رياضي بمقاييس عالمية.

## الإعلام
- إذاعة تبسة
- البث الحي لإذاعة تبسة على النت أخبار الولاية على مدار الساعة.

## البنية التحتية

### شبكة الطرق بالولاية
- 12 فروع للأشغال العمومية
- 12 دور صيانة
- الهياكل الأساسية للطرق:
- الطرق الوطنية (كلم): 564.9
- الطرق الولائية (كلم): 418.4
- الطرق البلدية (كلم): 1.625.30
- 49 منشأة فنية على الطرق الوطنية
- 14 منشأة فنية على الطرق الولائية
- 08 منشأة فنية على الطرق البلدية
- المنشآت المطارية:
- مطار دولي

## نقل والمواصلات

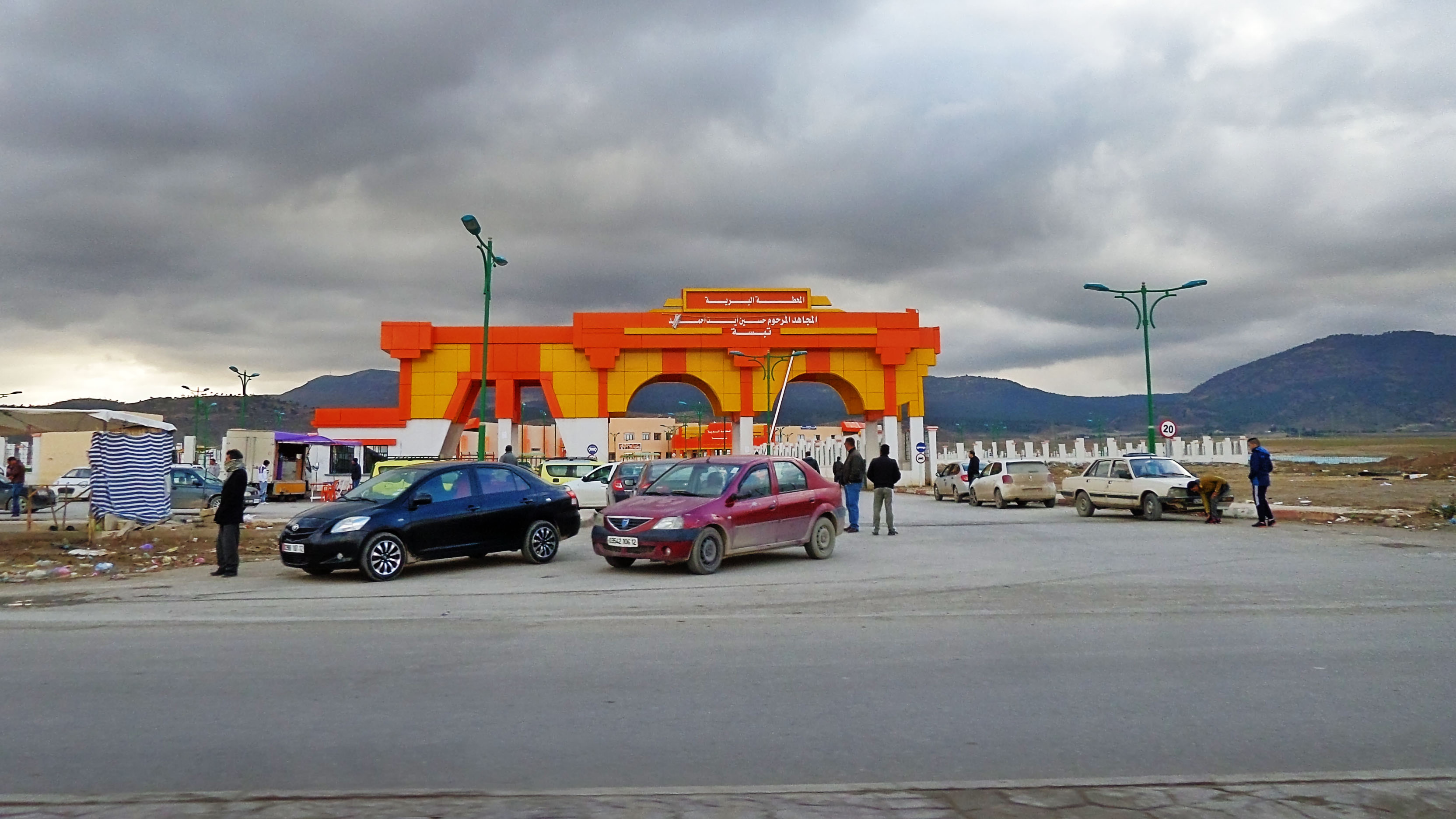
المحطة البرية تبسة

تضم مدينة تبسة حاليا محطة برية للنقل للحافلات والسيارات الأجرة بين الولايات، ويوجد حفلات تنقل إلى تونس وتوجد محطة للنقل بالسكك الحديدية في وسط المدينة حيث تضمن رحلة يومية إلى سوق أهراس وعنابة، أم البواقي.

### النقل الحضري
مؤسسة للنقل الحضري تدعمت بها مؤخرا المدينة، حافلات تضمن النقل إلى معظم أحياء المدينة.

### سيارات الأجرة
سيارات الأجرة أو تاكسي مواصلات عامة في المدينة مسجلة وذات لون أصفر موحد، تضمن النقل إلى أجميع مناطق المدينة.

### محطة السكة الحديدية
محطة قطار تبسة وهي محطة تديرها SNTF، وتقدم خدمات نقل البضائع والمسافرين إلى ضواحي الولاية، سوق أهراس وعنابة.

### مطار تبسة
مطار الشيخ العربي التبسي،  فتح رحلات يومية عبر الخطوط الجوية الجزائرية نحو الجزائر العاصمة ماعدا يوم السبت بداية وفتح خطوط جديدة قريبا نحو وهران والجنوب، وكذا رحلات دولية، يجدر الذكر أن مطار تبسة كان في الثمانينات مطار دولي.

## السياحة

### الحديقة الأثرية

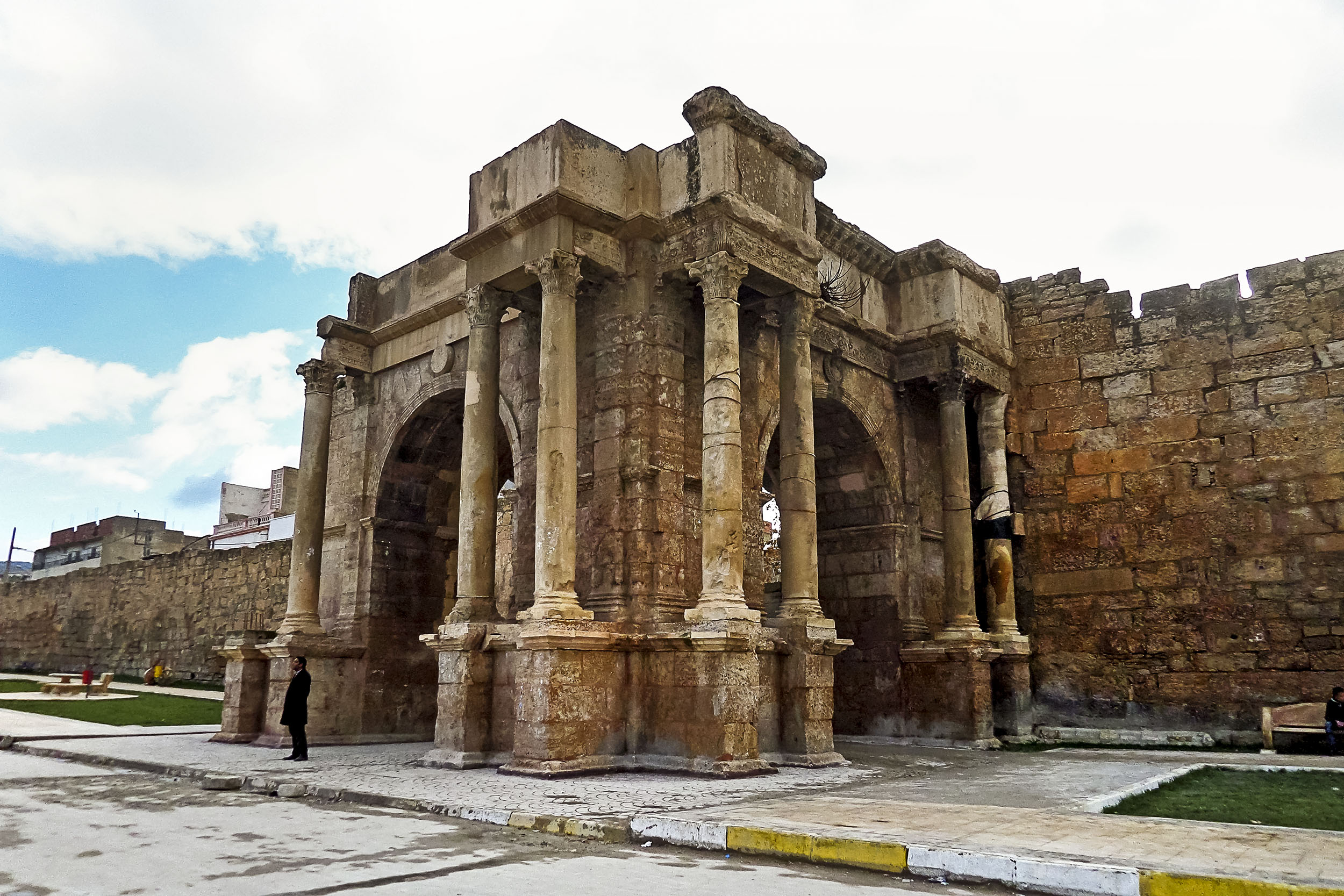
باب كاركالا

تقطب الحديقة الأثرية بوسط مدينة تبسة بمحاذاة (سينما المغرب) وبمقابل السور البيزنطي العديد من السواح شهرياً، الزوار ينقسم إلى ثلاث فئات يغلب عليه فئة الزوار الأجانب تليها فئة التلاميذ ثم الزوار المحليين مضيفا بأن الحديقة تضم أكثر من 500 وحدة من المقتنيات الأثرية المتمثلة في نصب نذرية وناقشات لاتينية وكذا عناصر معمارية من تيجان أيونية وأعمدة بالإضافة إلى آثار جنائزية ومعاصر للزيت وتماثيل وأساسات للبناء ولوحات فسيفسائية وكذا حمامات منجزة بالقطع الفسيفسائية الهندسية، وتعود هذه المقتنيات الأثرية إلى الفترتين الرومانية والبيزنطية وتحتل مساحة ب 5182 متر مربع محاطة بسياج حديدي ومحروسة من طرف عمال تابعين لإدارة المتاحف والمواقع الأثرية، أن هذه الحديقة الأثرية تعد من أهم المواقع التي تجمع بها إدارة المتاحف والمواقع الأثرية التحف المنقولة مشيرا إلى أن هذا الفضاء تعزز مؤخرا بتشغيل الإنارة العمومية لغرض فتح أبوابها أمام الزوار ليلا.

### الأماكن السياحية في مدينة تبسة
- قوس النصر كركالا، شيد بين 212 و213م.
- المعبد الروماني مينرف مصنف وطنيا منذ سنة 1968.
- المسرح الروماني شيد في حوالي سنة 77.
- البازيليك القديس كرسبين.
- السور البيزنطي.
- معصرة برزقال.
- الكنيسة الرومانية.
- متحف الهواء الطلق.
- القصر القديم المعبد الوثني الفوروم الأقواس الروماني.
- المسجد العتيق شيد سنة 1842 على يد الأتراك، (العثمانية).

### حديقة التسلية
وتمتد هذه الحديقة على مساحة 19 هكتارا من بينها 65 بالمائة من الفضاءات الخضراء محاطة بعديد المسالك الضيقة الموجهة للراجلين، كما تتوفر هذه المنشأة على حديقة الحيوانات وفضاء للتسلية إلى جانب ميادين جوارية مخصصة للرياضات الجماعية·

### المعالم الدينية والثقافية
تنتشر بولاية تبسة العديد من المعالم الدينية والثقافية وهي تتميز بهندستها المعمارية التي تحاكي فنون البناء الإسلامي العربي وتتمثل هذه المعالم في المسجد العتيق الذي يعود إلى الفترة العثمانية.
- مسجد وضريح سيدي يحيا بن طالب
- زاوية ومسجد سيدي عبيد الشريف
- هذا بالإضافة إلى المدن القديمة لفركان نقرين والمدينة القديمة للحمامات.

### المنابع والحمامات المعدنية
تتوفر ولاية تبسة على منابع طبيعية بتركيبة معدنية جد غنية من شأنها استقبال مشاريع لتشييد محطات معدنية مهمة ومن بين هذه المنابع نجد:
- منابع الحمامات وأوكس أما الحمامات فتتوفر الولاية على حمام معدني واحد هو حمام يحي بن طالب بالمريج الذي يقع على بعد 60 كلم عن مقر الولاية تبسة يتميز هذا الحمام بطابعه التقليدي والقيمة العلاجية العالية لمياهه خاصة الأمراض الجلدية كما يوفر فضاء ملائما للنقاهة والراحة.

## الثقافة

### المراكز الثقافية والمتاحف
- دار الثقافي تبسة.[6][7]
- المركز الثقافي الأسلامي.
- متحف المجاهد.
- قاعة سينما المغرب
- المكتبة الرئيسية للمطالعة العمومية.

### ليالي رمضان
وهو مهرجان ثقافي طيلة شهر رمضان كل سنة.
- أناشيد ومسابقات دينية.
- عروض مسرحية.
- محاضرات والقاءات شعرية.

### الأسبوع الثقافي
الأسبوع الثقافي لتبسة في إطار التبادل الثقافي ما بين الولايات وضمن المهرجانات الثقافية المحلية للفنون والثقافات الشعبية التي تأتي تدعيما للتبادل الثقافي والفني بين الولايات، حيث تكون ولاية تبسة ضيفة على 48 ولاية على مدار السنة.

### المعارض والملتقيات
- شهر التراث كل سنة. (معارض ومهرجانات)
- معرض الكتاب.

### سينما
الفيلم التاريخي «طاحونة السيد فابر» للمخرج الكبير أبن مدينة تبسة، أحمد راشدي، والذي تقمص أدواره مجموعة من الفنانين، ومن أبرز الوجوه السينمائية العربية والجزائرية والعالمية على غرار الممثل المصري الكبير عزت العلايلي، والراحل عبد المنعم مدبولي، وحسن مصطفى والممثل الأمريكي جاك روفيلو ، والممثل الجزائري الكبير سيد أحمد أقومي، بمشاركة المئات من سكان ولاية تبسة .

### الحرف التقليدية
تحتل ولاية تبسة مكانة رائدة في ميدان الصناعات التقليدية وذلك نظرا لتوفر المواد الأولية من صوف، خشب، الجلود، وطين وهذا ما جعل صناعتها التقليدية تتميز بالتنوع والثراء من حيث الألوان والأشكال أهم منتج تقليدي بهذه الولاية هو وتحمل رموزا وتزيينات مستوحاة من الطبيعة زربية الدراقة، الحنبل، المرقوم، والبرنوس هذا بالإضافة إلى صناعة تحف تزينية من الفخار والطين صناعة السروج ومعدات الفروسية والسلالة التي تصنع من سعف النخيل والتي تنتشر بمنطقتي نقرين وفركان.

### الفروسية
تكتسب الفروسية جذورا عميقة بولاية تبسة وما تزال إلى اليوم محافظة على هذا الفن النبيل بل أكثر من ذلك هي تعتبر جزءا لا يتجزأ من العادات والتقاليد الأصيلة للتبسيين من أبرز أنواع الخيول البربرية التي تنتشر تربيتها بولاية تبسة هس الخيل البربري الذي يحظى بحلة متميزة وهي تتمثل في السرج المطرز بالمجبود اللجام والجلال أما الفارس فيرتدي القنور اللحافة الزمالة الصفراء التي يشدها بالخيط وتثبت على الرأس القاط والجليكة هما عبارة عن قميص وسترة مطرز بالمجبود السروال العروبي والمست أو الجزمة الجلدية كما يلبس الفرسان المحزمو والحولي تصنع الفروسية عروضا متنوعة أثناء الأعراس والاحتفالات بتبسة وترسم فنتازيا تثير الفرجة والفضول.

### الألعاب الشعبية
تنتشر في المجتمع التبسي ألعابا شعبية تعتبر وسيلة للتسلية وفرصة لإبراز المهارات ومن أشهرها الخربقة وتلعب بواسطة مجموعة من الحصي وهي تشبه إلى حد بعيد لعبة الشطرنج هذا بالإضافة إلى لعبة السيق والقوسة.

## فن الطبخ
يتميز الطبخ بولاية تبسة بتنوع أطباقه ولذتها الفائقة ناهيك عن قيمتها الغذائية العالية بالنظر إلى مكونات الأطباق وكيفية إعدادها كما يعتبر سفيرا أمينا لعادات وتقاليد وأعراف المنطقة ومن أشهر الأطباق التقليدية التي ندعوك لتذوقها كسرة الشحمة، الكسكسي التقليدي ، الغرايف والمفور ومن الحلويات التقليدية :
- المقروط
- الزلابية
- البقلاوة.

## التعليم
يوجد مراكز تعليمية على كافة المستويات من التعليم الابتدائي إلى غاية التعليم العالي أيضاً العديد من المدارس الخاصة.
- مركز التعليم عن بعد لولاية تبسة والذي يتبع لديوان الوطني للتعليم والتكوين عن بعد.

### جامعة تبسة

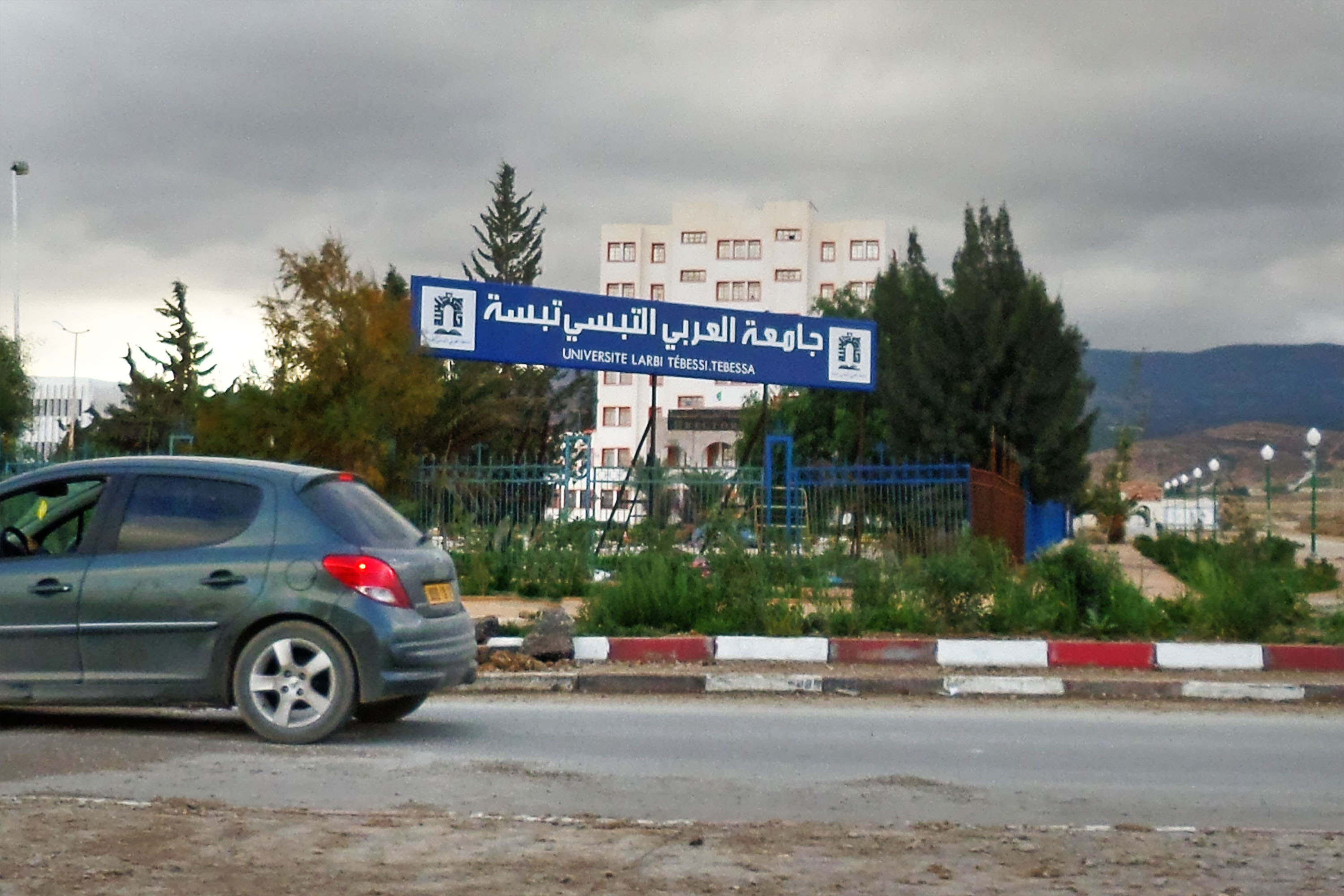
جامعة العربي التبسي

- جامعة تبسة العربي التبسي.

وتشمل جامعة تبسة على 06 ست كليات على النحو التالي:
- كلية الآداب واللغات .
- كلية العلوم الإنسانية والاجتماعية.
- كلية العلوم الاقتصادية والاجتماعية وعلوم التسيير.
- كلية الحقوق والعلوم السياسية.
- كلية العلوم الدقيقة وعلوم الطبيعة والحياة.
- كلية العلوم والتكنولوجيا.
- معهد جامعي للزراعة البيطرية.
- جامعة التكوين المتواصل (UFC)

وقعت جامعة الشيخ العربي تبسي
وجامعة تورنتو الإيطالية على هامش الملتقى الدولي لعلم الآثار بتبسة أتفاقية توأمة وعمل في مجال البحث الأثري بعاصمة الآثار كما تلقب وادي جبانة بمدينة بئر العاتر التي كانت تعد في السابق محطة عبور أستعملها الرومان للتنقل نحو العمق الإفريقي.

### التكوين المهني
- يوجد 03 مراكز لتكوين المهني والتمهين بتبسة والمعهد الوطني المتخصص في التكوين المهني للتسيير جبل الجرف تبسة

## قطاع الصحة
- مستشفى بن جدة بمدينة تبسة.
- مستشفى خالدي عزوز. (عيادة التوليد)
- ملحقة لمعهد باستور.
- عيادة متعددة الخدمات.
- 10 قاعات علاج بالإضافة إلى 25 سيارة إسعاف و12 سيارة رباعية الدفع.
- عيادتين متعددتي الخدمات.
- مركز جهوي للأمراض العقلية يتسع ل 120 سرير
- مركز لمعالجة المدمنين.
- مدرسة للتكوين شبه الطبي.
- عيادة خاصة[9] جماعية للأشعة والتصوير الطبي، وتتوفر هذه العيادة على جهاز سكانير للكشف المقطعي وجهازين للصدى الصوتي وجهاز أشعة خاص بالعظم وآخر خاص بالكشف عن الثدي وجهاز أشعة بانورامي خاص بالأسنان إلى جانب جهاز لرقمنة صور الأشعة.

## المصانع
أهم الثروات والمصانع بالولاية:
- منجم الحديد بالونزة وبوخضرة
- منجم الفوسفات ببئر العاتر
- مصنع العجائن بالعوينات
- مركب غزل الصوف تبسة.
- مصنع الإسمنت.
- مصنع الأنابيب.
- مصنع الزجاج بالماء الأبيض

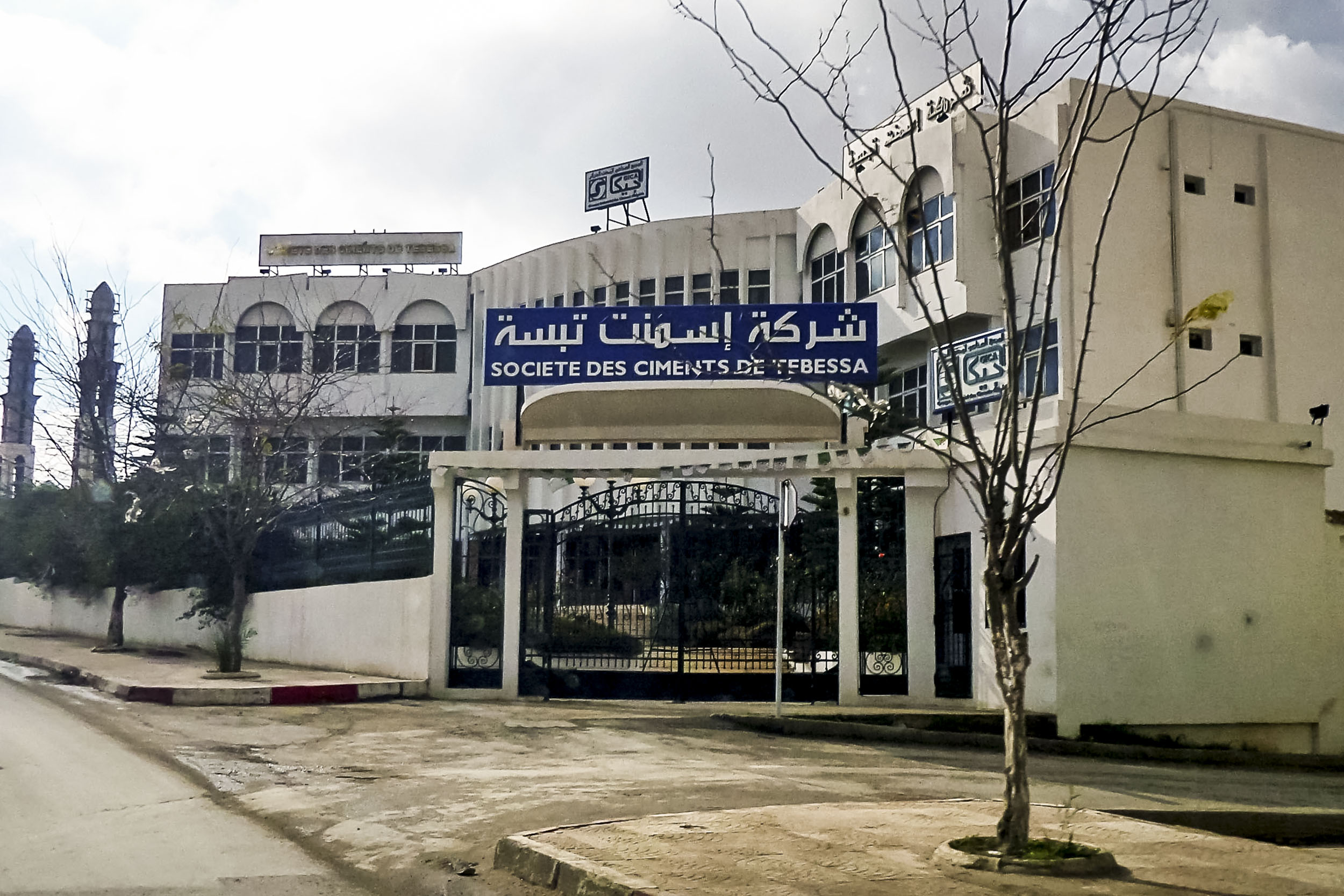
شركة أسمنت تبسة

- وحدة السلام إلكترونيك	طريق تبسة	تركيب المواد الكهرمنزلية.
- ش.ذ.م.م ساتيكوب طريق بكارية تبسة	إنتاج : الدهن والغراء.
- مؤسسة فاموس	طريق المريج الونزة	إنتاج : المواد الحديدية
- شركة إسمنت تبسة (SCT) طريق بئر العاتر الماء الأبيض إنتاج : الإسمنت
- ش.ذ.ش. و.م.م بن عمر أم علي إنتاج : الآجر
- ش.ذ.م.م سواب أم علي إنتاج : الآجر
- ش.ذ.م.م الازدهار أم علي إنتاج : الآجر
- ش.ذ.م.م تازبنت المنطقة الصناعية تبسة	تفصيل الرخام
- ش.ذ.م.م IBCC المنطقة الصناعية تبسة	إنتاج : البـــــلاط
- ش. تضامن مشرينهج هواري بومدين تبسة	إنتاج الأثاث المدرسي
- وحدة المطاحن : إنتاج السميد ودقيق الخبز.
- وحدة الوسام : إنتاج السميد.
- وحدة الصفاء: إنتاج الخبز.
- وحدة الهلال : إنتاج السميد ودقيق الخبز
- وحدة الوردة البيضاءالمنطقة: إنتاج السميد.
- وحدة سالميا : إنتاج دقيق الخبز
- وحدة المرجان : إنتاج السميد ودقيق الخبز
- وحدة مبروسحي الجبل : إنتاج السميد ودقيق الخبز
- وحدة السنابل الذهبية : إنتاج الخبز
- وحدة الهضاب : إنتاج السميد ودقيق الخبز
- وحدة سيف : إنتاج السميد ودقيق الخبز.
- وحدة ارتقاء: إنتاج السميد
- ش.ذ.م.م يوكوس الحمامات إنتاج المياه المعدنية
- ش.ذ.م.م بوعكوس الحمامات إنتاج المياه المعدنية
- ش.ذ.م.م تيفاستبئر العاترإنتاج المياه المعدنية
- ش.ذ.م.م جينيالالمنطقة الصناعية تبسة إنتاج المشروبات الغازية
- جودي SNC طريق قسنطينة تبسة إنتاج المشروبات الغازية
- مشروبات الشرق نهج الأقواس الرومانية تبسة إنتاج المشروبات الغازية
- زغدودي عمارة حي الجرف تبسة: إنتاج المشروبات الغازية
- قاسمي عيسى رأس العيون إنتاج: المشروبات الغازية
- زرقي يونسحي المطار بئر العاترإنتاج المشروبات الغازية
- ش.ذ.م.م مروى الشريعة إنتاج المشروبات الغازية
- ملبنة ميلك تبسة.

### المناجم
المناجم : أستخراج الحديد والفوسفات.

## الرياضة
المركب المتعدد الرياضات الجديد نقرين وخمسة مركبات رياضية جوارية وخمس دور شباب وثلاثة مسابح جوارية بعين زرقة وسطح والعوينات و 38 ملعبا رياضيا جواريا وبيتين للشباب بكل من نقرين وبكارية وقاعتين متعددتي الرياضات بنفس البلديتين، ملعب كرة قدم للمركب الرياضي بئر العاتر، وتحصي ولاية تبسة 60 جمعية للشباب و 40 ناديا رياضيا هاويا تابعا ل11 رابطة متخصصة.
- مركب رياضي ملعب 4 مارس وقاعة متعددة الرياضات، مسبح.
- نادي اتحاد تبسة [10] ،[11] (UST) لكرة القدم تأسس 31 أغسطس 1936؛  منذ 88 سنة، نادي عريق يلقب بالكناري، معروف باللونين الأسود والأصفر يلعب ب القسم الثاني الهاوة الشرق، صفحة النادي على موقع كووورة.
- أكاديمية سبورتينغ برو نادي ومدرسة لكرة القدم.
- الأكاديمية الرياضية لولاية تبسة
- رابطة تبسة الجهوية لكرة القدم.

### بيوت الشباب بولاية تبسة
- بيت الشباب تبسة، الهاتف: 0771170581.
- بيت الشباب عزون بوبكر طريق قسنطينة، الهاتف : 037490750.

## أتفاقيات التوأمة والصداقة
- تونس - أتفاق بين ولايتى قفصة والقصرين وتوزر مع ولاية تبسة على تكثيف التعاون والشراكة.

## مشاهير ولاية تبسة
- الثائر والشهيد لزهر شريط قائد معركة جبل الجرف الكبرى بولاية تبسة ابان الاستعمار الفرنسي الغاشم
- الشيخ العربي التبسي أحد أعمدة الإصلاح في الجزائر، وأمين عام جمعية العلماء المسلمين الجزائريين والمجاهد البارز الذي خطفته يد التعصب والغدر الفرنسية عام 1957م.
- محمد الشبوكي، عضو في جمعية العلماء المسلمين الجزائريين، شاعر وأديب وكاتب.
- مالك بن نبي، مفكر في علم الاجتماع والفلسفة.
- مقداد سيفي: سياسي جزائري
- أحمد راشدي، مخرج سينمائي.
- محمد راشدي، مطرب.
- محمد حزورلي، مخرج سينمائي.
- قدور الكويفي، عميد الأغنية التبسية.
- علي معيفي، شاعر.
- حمدادو الصادق، فنان.

## معرض الصور

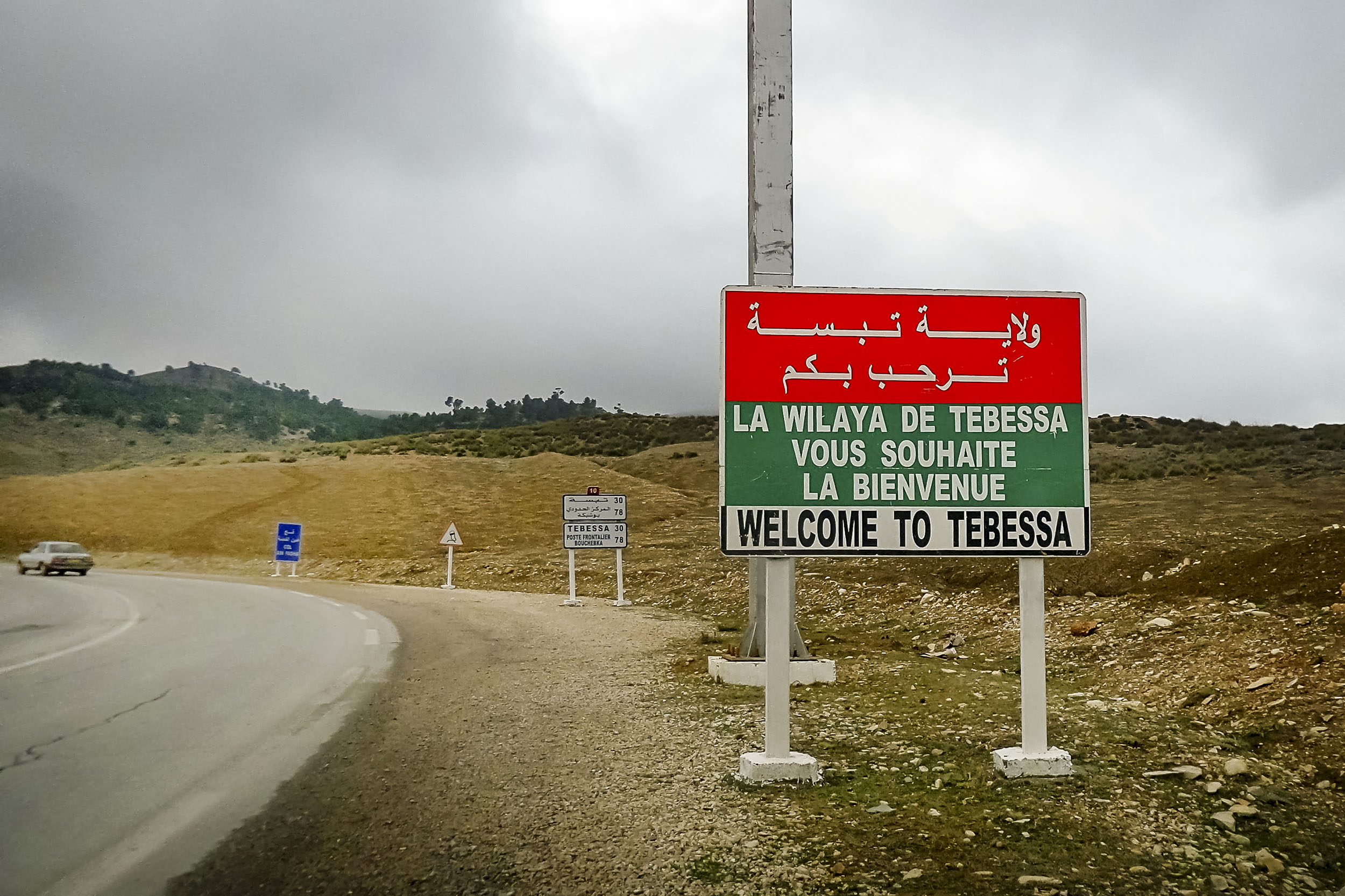
تبسة
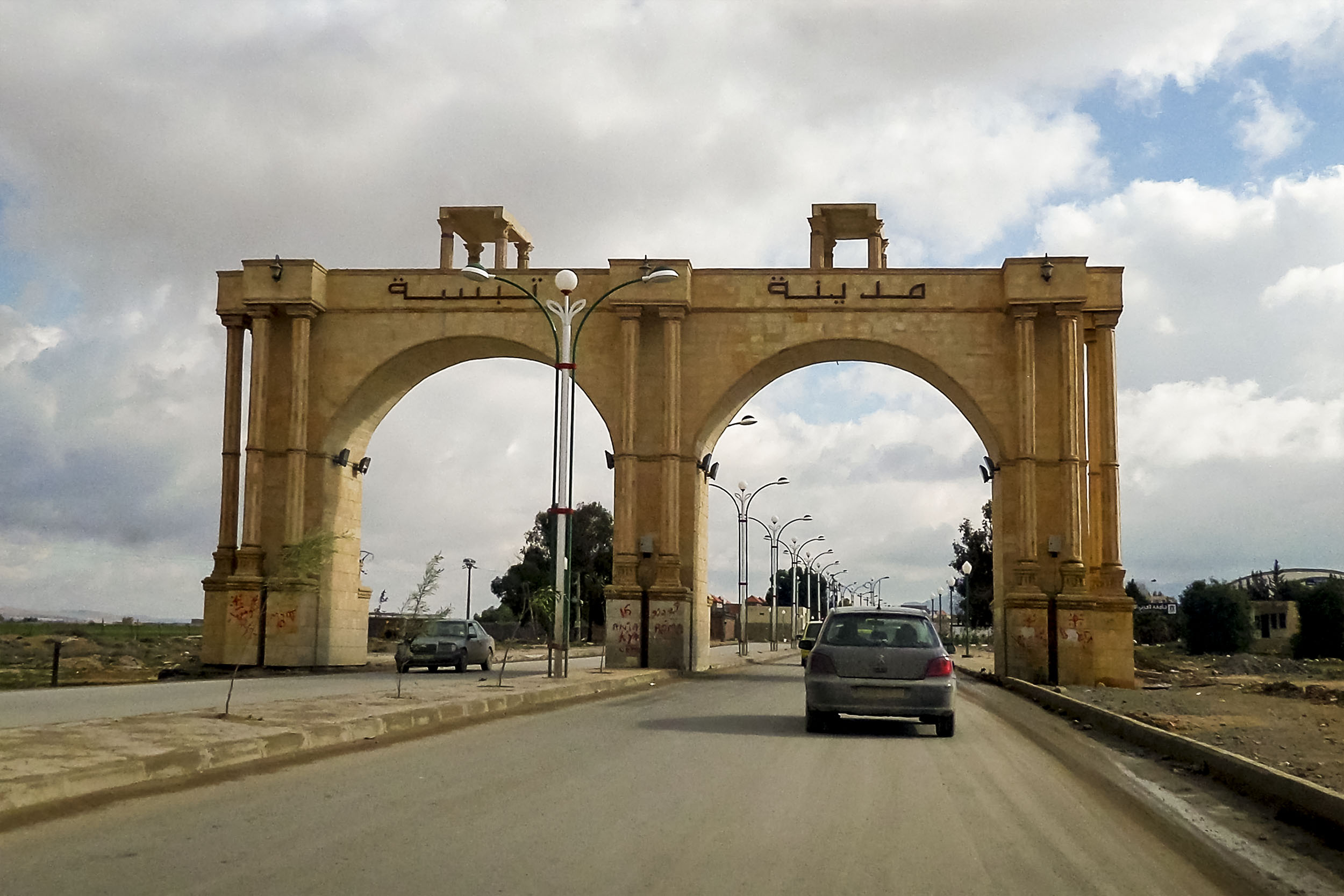
مدخل مدينة تبسة
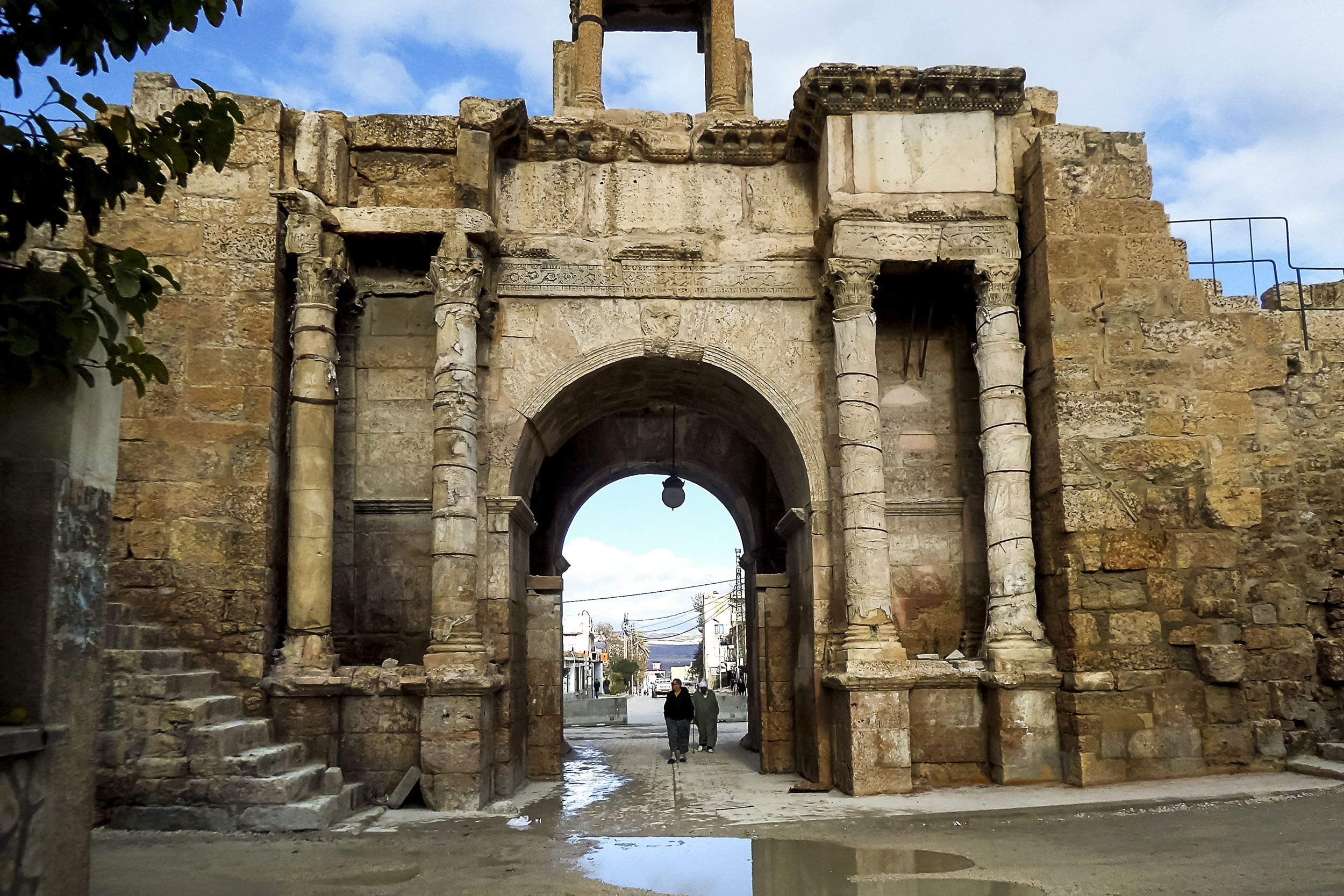
باب كاركالا
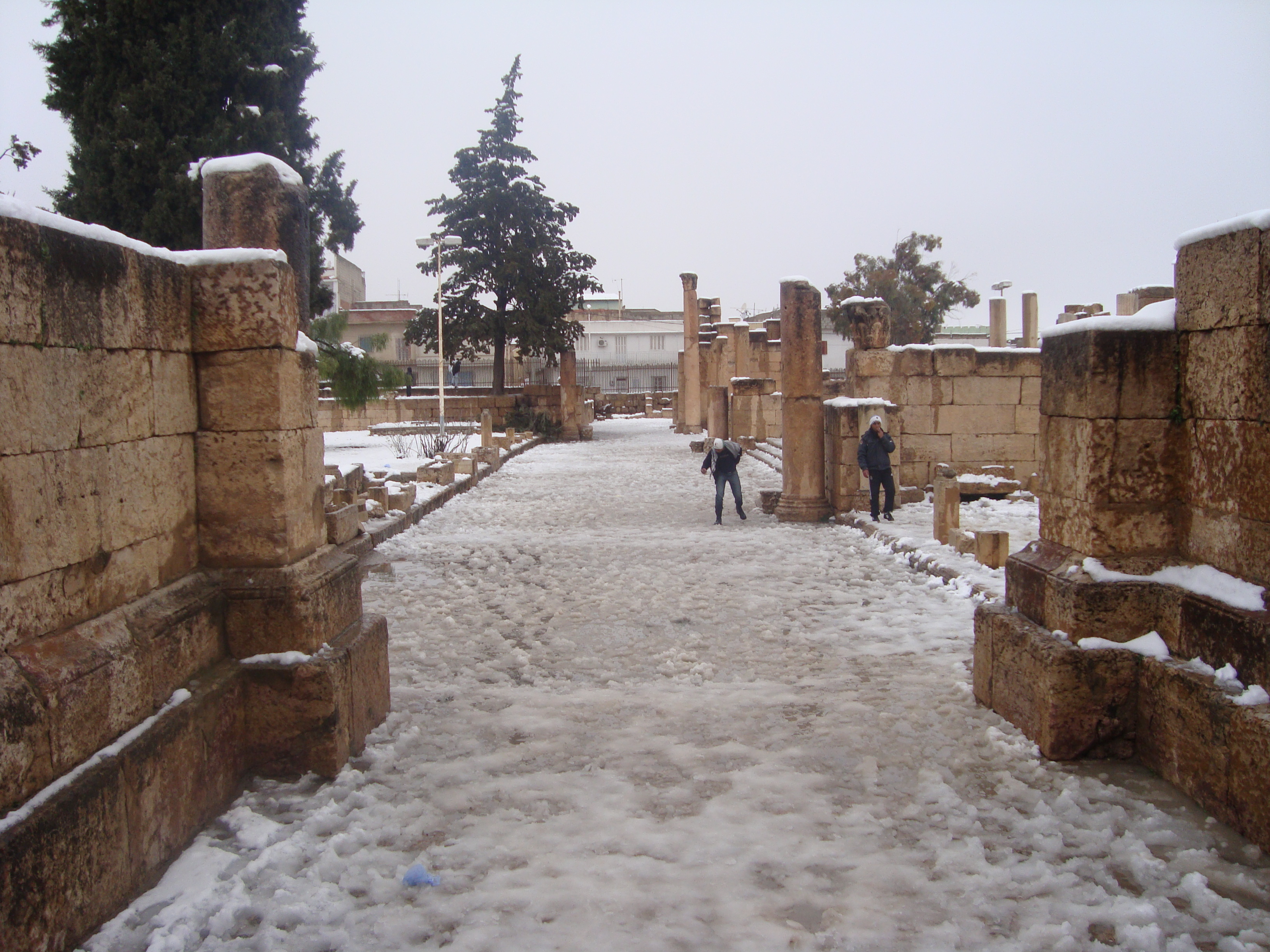
تيفست، تبسة
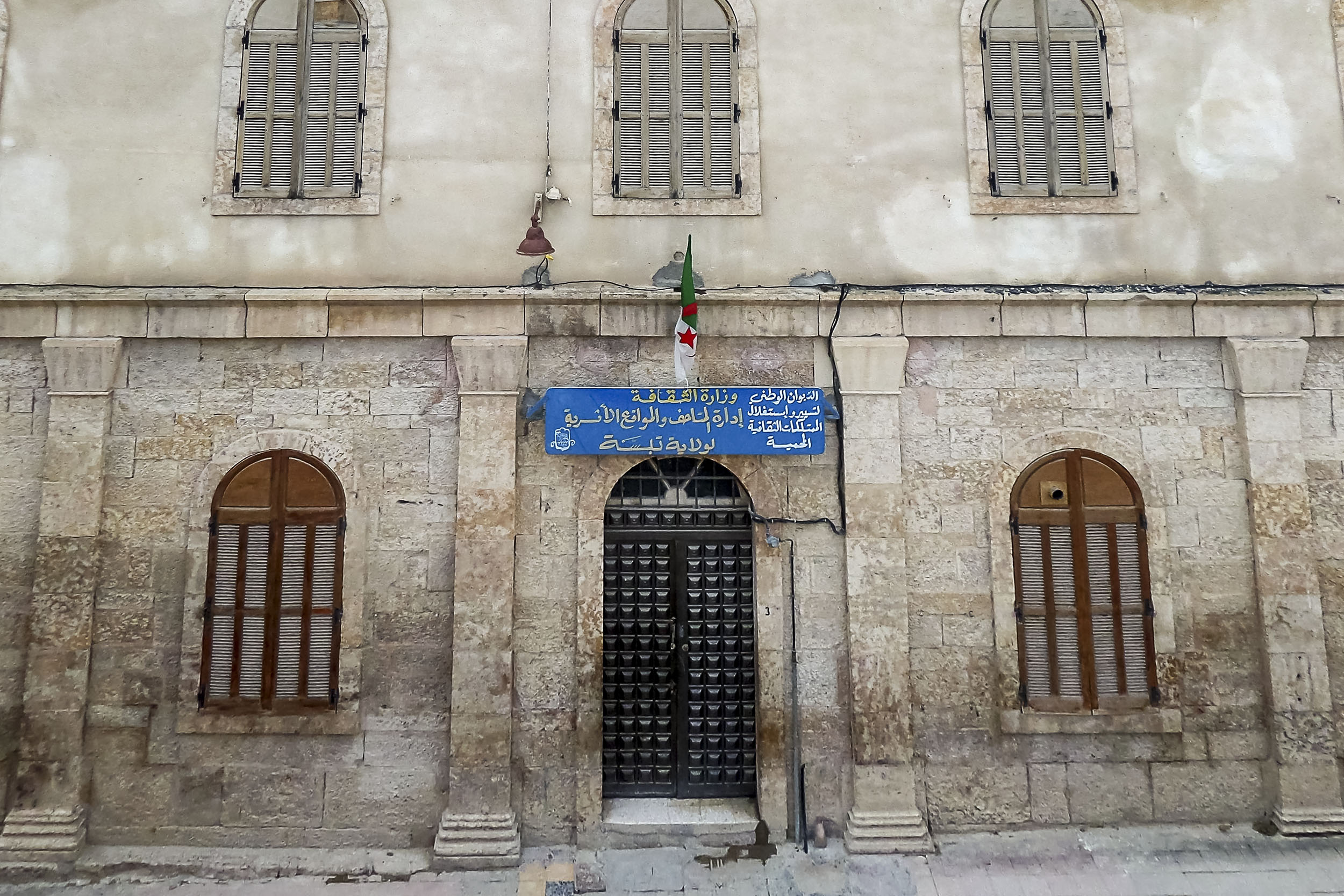
أدارة المتحف
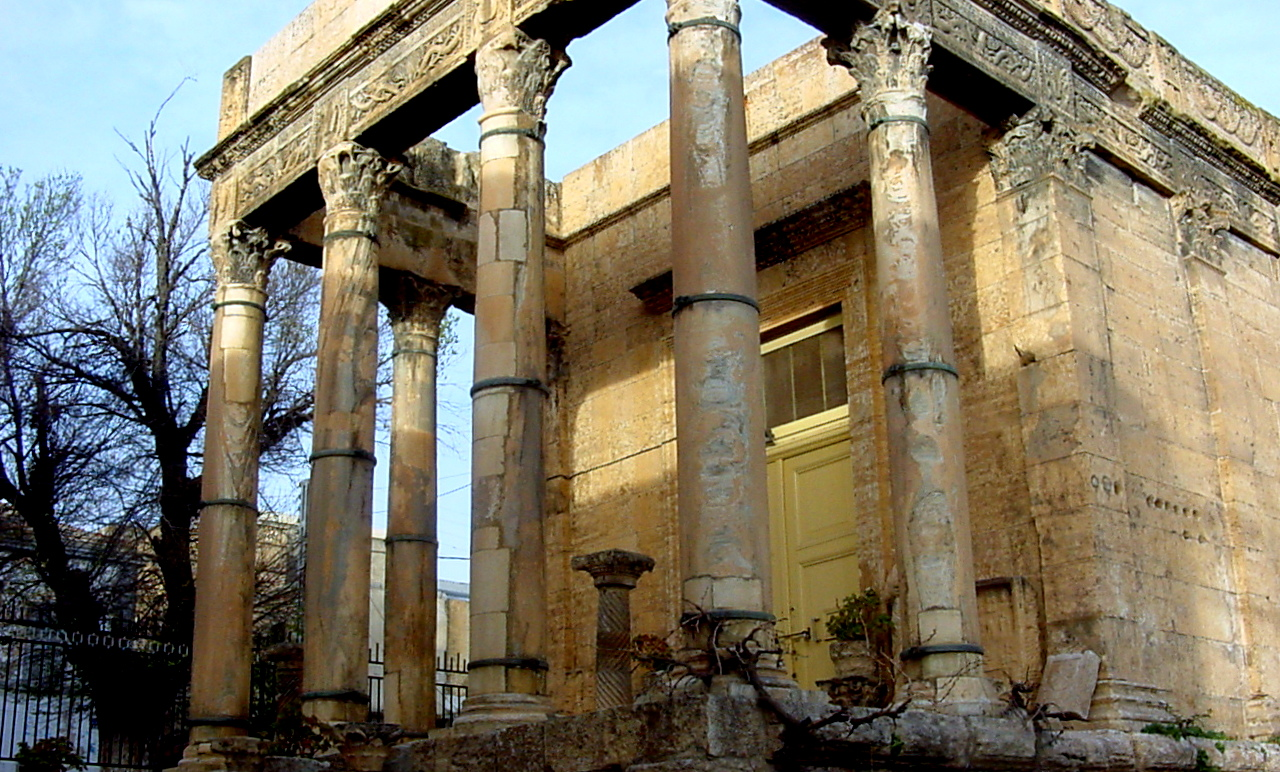
تيفست
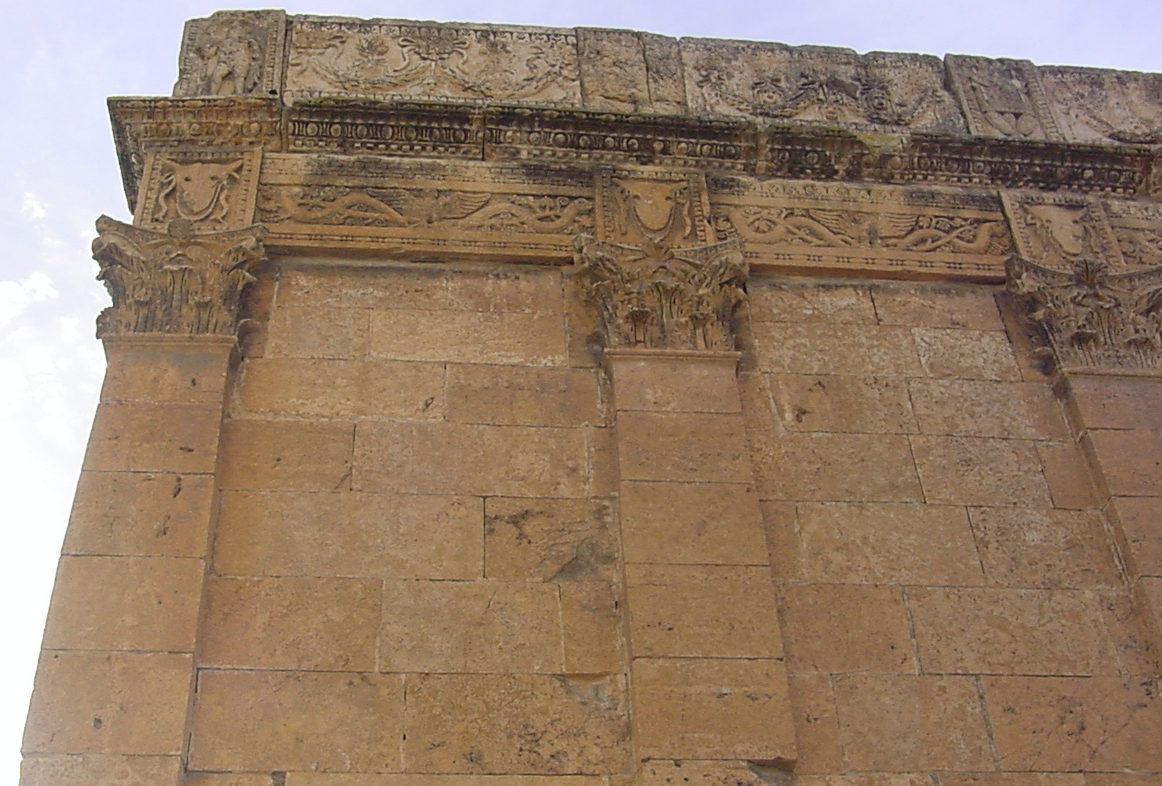
تيفست
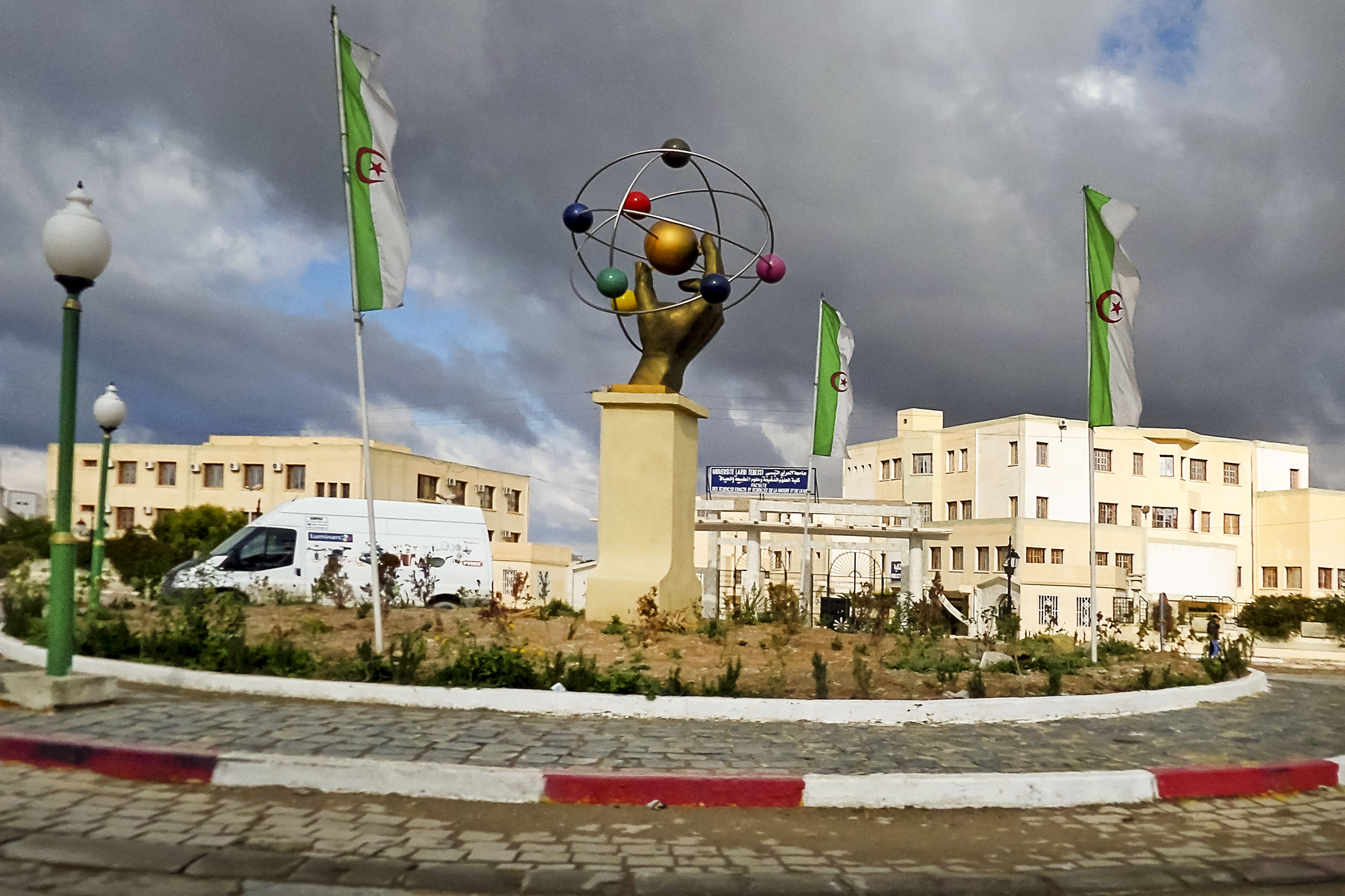
تبسة
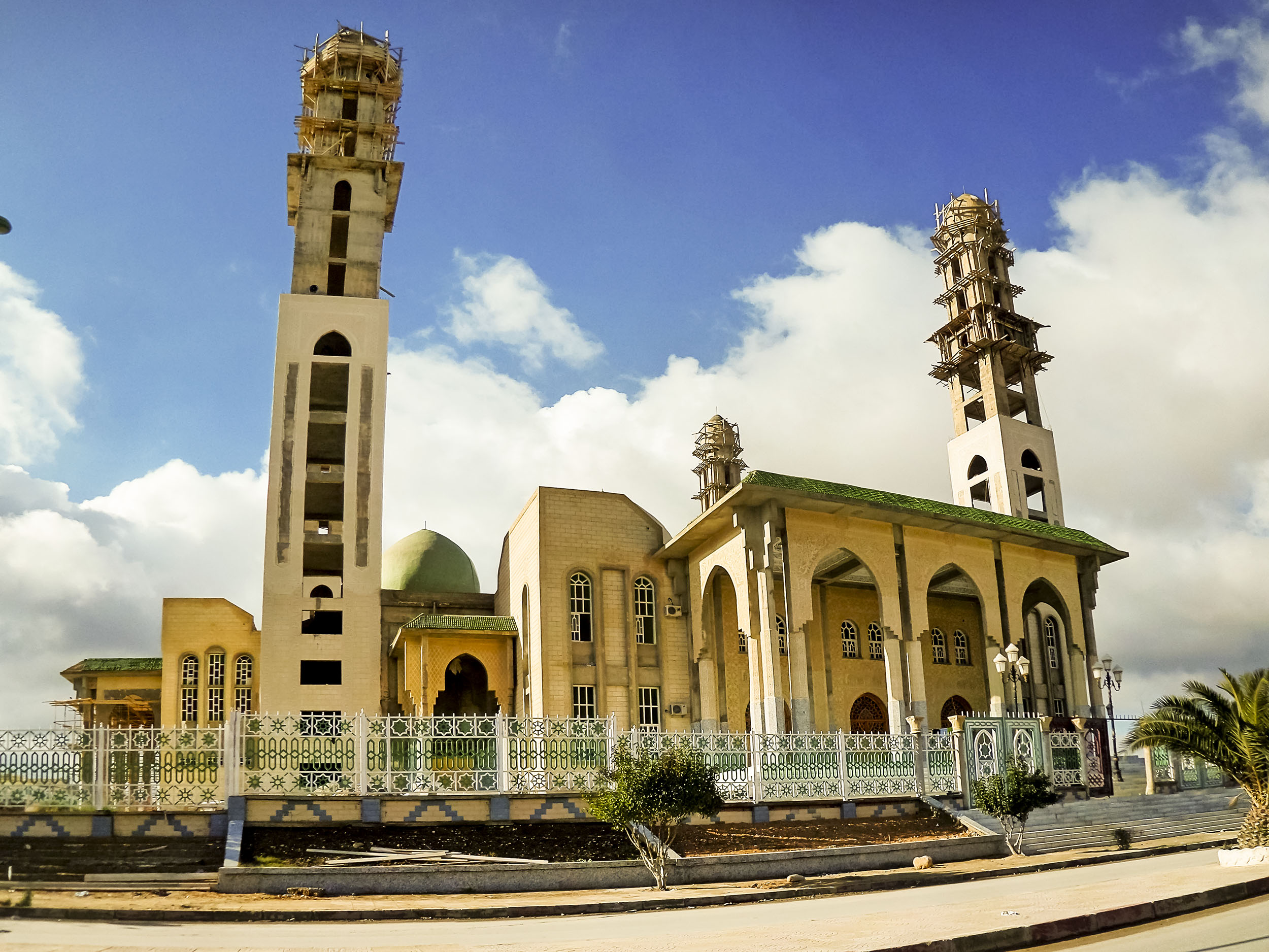
مسجد العربي التبسي
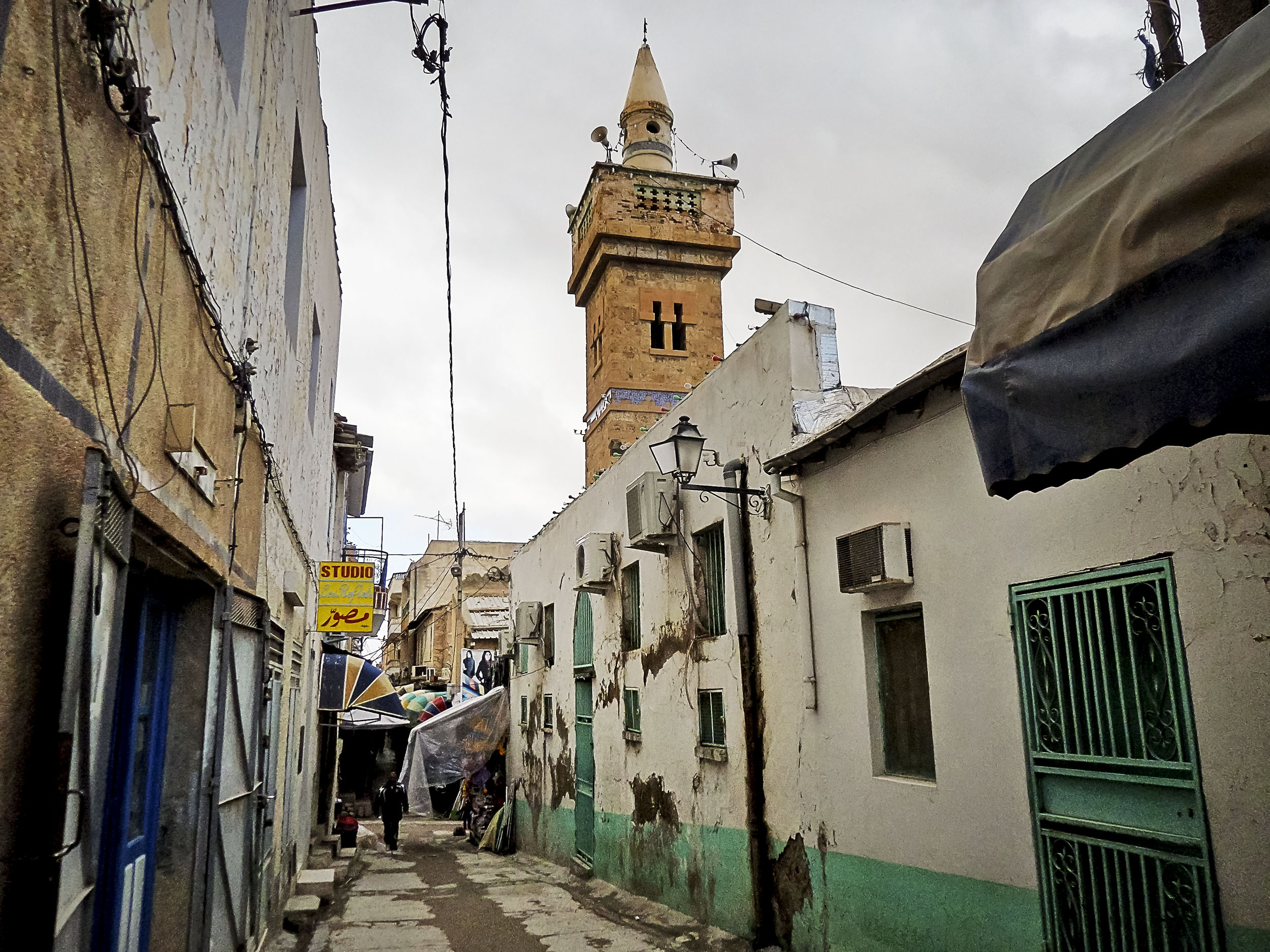
مسجد العتيق
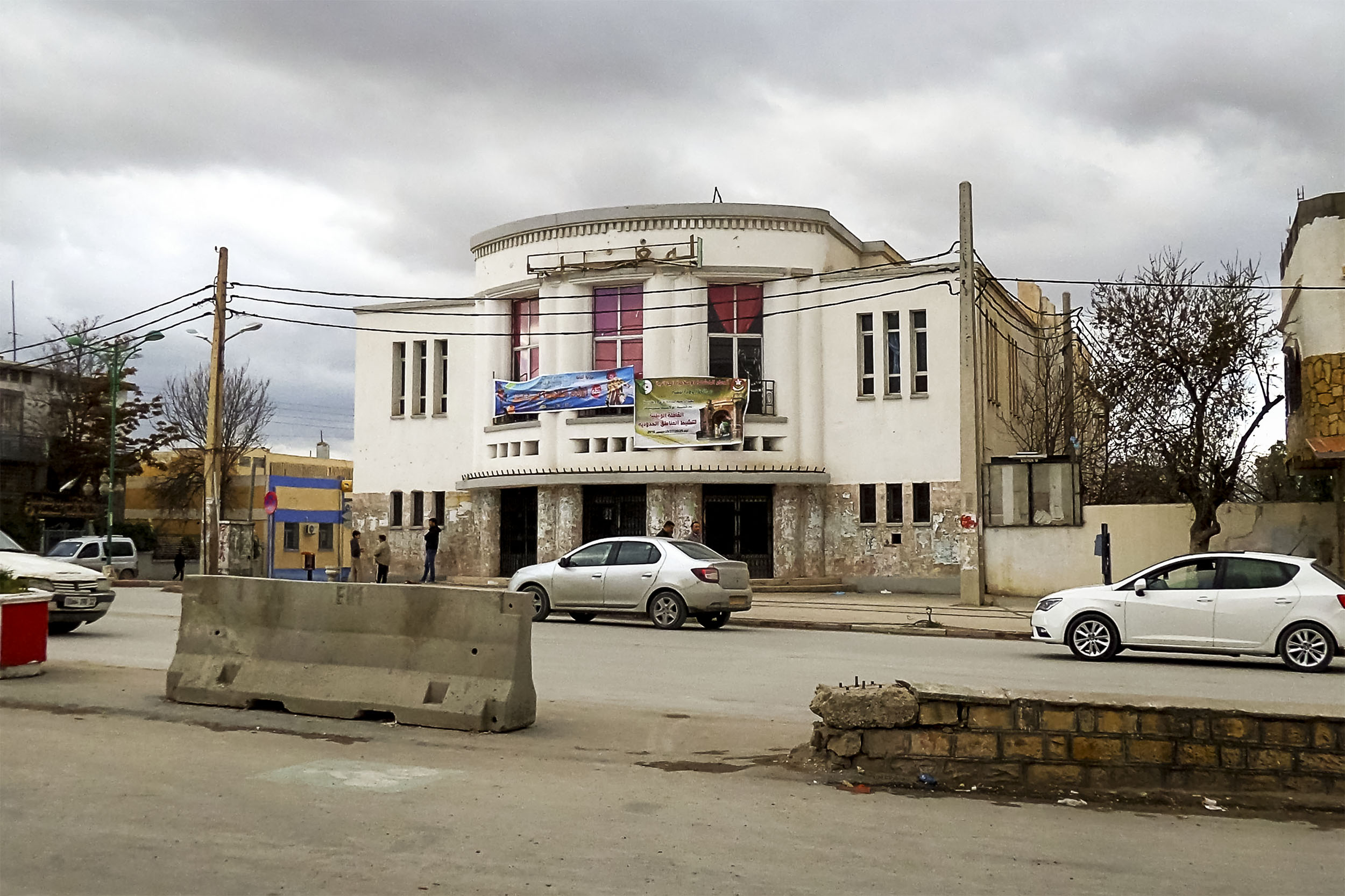
سينما المغرب
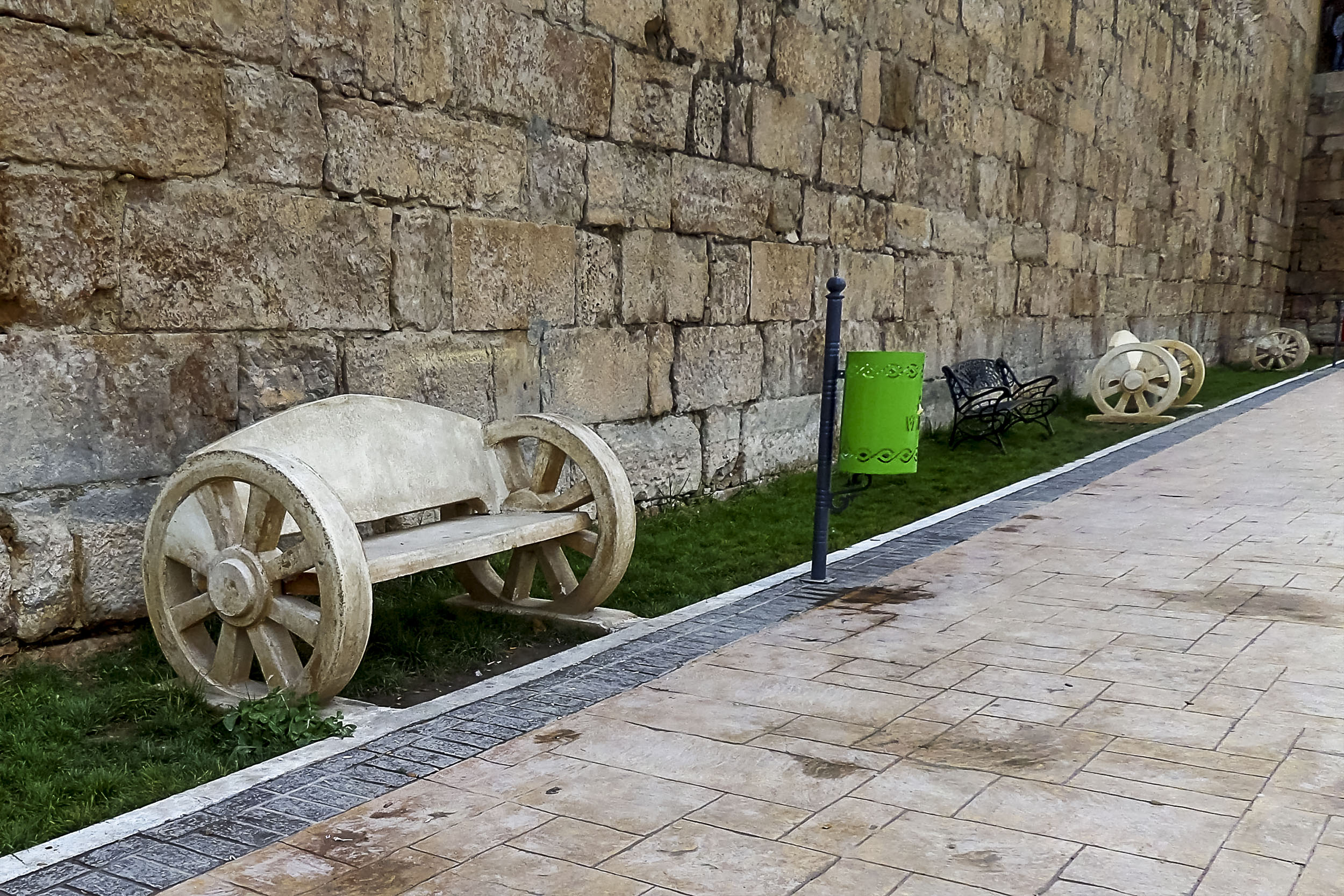
تبسة
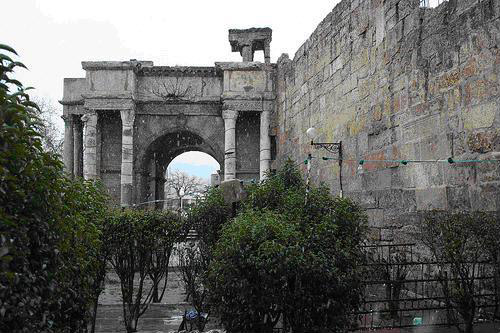
أثار تبسة
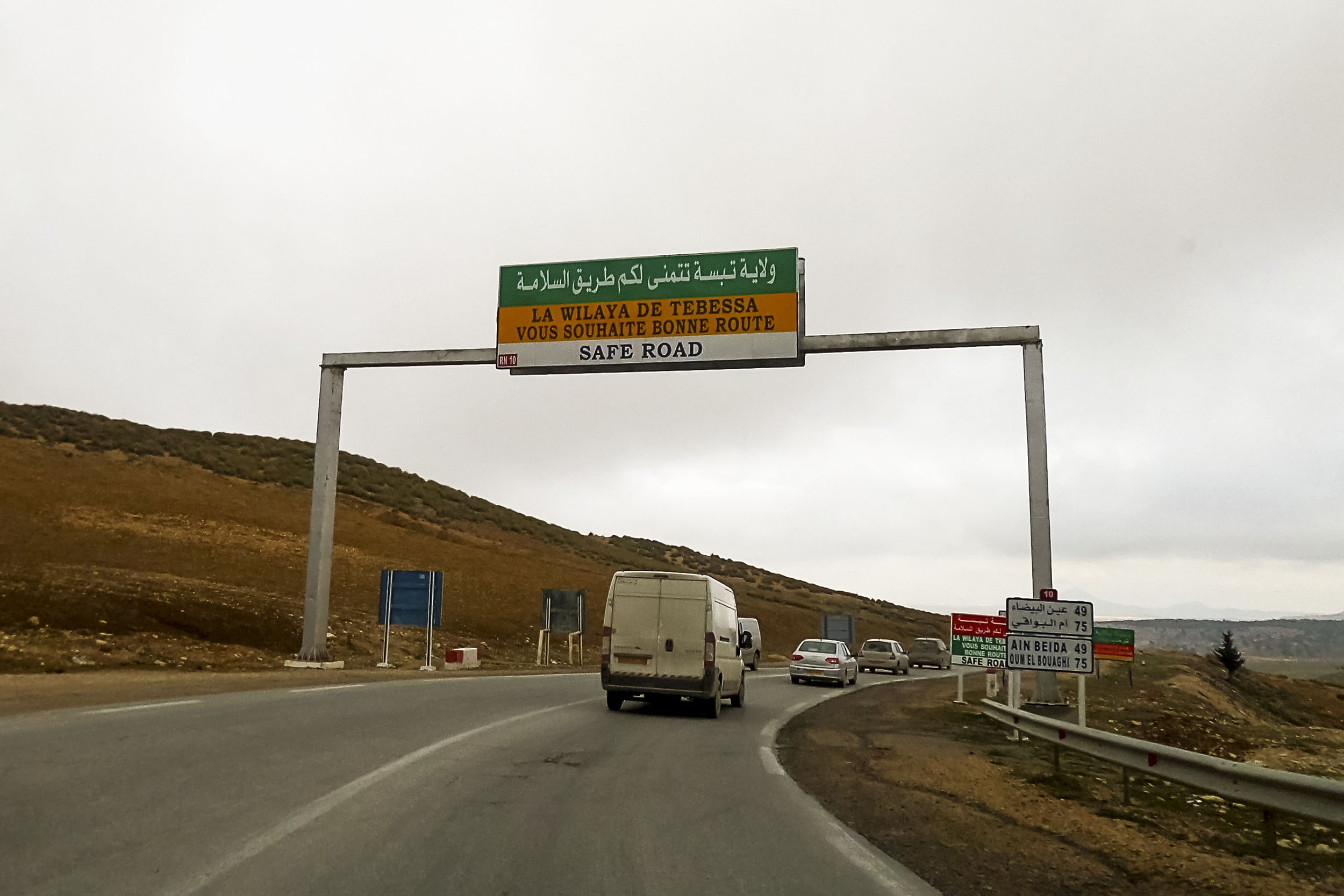
مخرج تبسة

## وصلات خارجية
- تبسة (سياحة)
- وثائقي عن لؤلؤة الشرق تبسة مدينة الأسوار على يوتيوب
- الموقع الرسمي لولاية تبسة
- موقع جامعة العربي التبسي
- مديرية الخدمات الجامعية ولاية تبسة
- مديرية الصحة لولاية تبسة
- ديوان مؤسسات الشباب تبسة
- مديرية التجارة لولاية تبسة
- موقع مجلس قضاء تبسة
- موقع اللجنة الولائية للخدمات الأجتماعية لعمال التربية تبسة
- خريطة شبكة الطرقات لولاية تبسة على موقع وزارة النقل
- رابطة تبسة الجهوية لكرة القدم
- تاريخ : تبسة تحيي الذكرى 55 لمعركة الجرف
- المؤشرات والإحصائيات من موقع وزارة البريد والمواصلات السلكية واللاسلكية والتكنولوجيات والرقمنة.
- تبسة تطمح لتكون قطبا ثقافيا وسياحي
- قطاع السياحة لولاية تبسة
- تبسة تنويع العرض السياحي سيمكن من استحداث آلاف مناصب العمل
- أتفاقية توأمة بين تبسة وإيطاليا